# Elezioni parlamentari negli Stati Uniti d'America del 2000
Le elezioni parlamentari negli Stati Uniti d'America del 2000 si tennero il 7 novembre per l'elezione del 107º Congresso, contemporaneamente alle elezioni presidenziali che portarono alla presidenza George W. Bush. Furono rinnovate l'intera Camera dei rappresentanti e 34 componenti del Senato, ossia tutti i seggi appartenenti alla Classe 1, più un'elezione speciale.
Al Senato, nonostante la vittoria di George W. Bush alle presidenziali, i repubblicani persero quattro seggi, e fu la prima volta dal 1990 in cui i democratici conquistarono seggi al Senato. Il Senato risultante era diviso a metà tra repubblicani e democratici, con il Vicepresidente (nonché Presidente del Senato) che poteva votare in caso di parità. Il Vicepresidente fu Al Gore, democratico, fino al 20 gennaio 2001, quando entrò in carica il repubblicano Dick Cheney.
Alla Camera i repubblicani ottennero 221 seggi contro i 212 dei democratici e due indipendenti, la maggioranza repubblicana più risicata dal 1952, che si sarebbe ripetuta nel 2022.

## Senato
Vennero sottoposti ad elezione 34 seggi, di cui 33 della Classe 1, corrispondenti ad altrettanti senatori, più una elezione speciale in Georgia. I democratici sconfissero i repubblicani in carica in Delaware, Michigan, Minnesota, Missouri e Washington, e ottennero un seggio di un repubblicano che non si era ricandidato in Florida. Nel Missouri, l'eletto Mel Carnahan morì prima delle elezioni, venne eletto e sostituito in tempo per l'inaugurazione del nuovo Congresso. I repubblicani sconfissero i democratici in carica in Virginia e conquistarono il Nevada dove il democratico in carica non era ricandidato. Inoltre, il senatore repubblicano Paul Coverdell della Georgia era morto a luglio, portando alla nomina del democratico Zell Miller, che vinse poi l'elezione speciale a novembre. Con queste elezioni si costituì un Senato diviso equamente tra repubblicani e democratici, ognuno con 50 seggi, con il Vicepresidente che poteva votare in caso di parità; questo fu il secondo Senato alla pari, dopo i risultati delle elezioni del 1880. I democratici ebbero il controllo del Senato per 17 giorni, in quanto Al Gore era ancora Vicepresidente e quindi Presidente del Senato al momento dell'inizio del nuovo Congresso, il 3 gennaio 2001. I repubblicani riottennero il controllo del Senato quando il nuovo Vicepresidente Dick Cheney entrò in carica il 20 gennaio; la maggioranza repubblicana durò tuttavia solo fino al 6 giugno 2001, quando il senatore repubblicano Jim Jeffords del Vermont divenne Indipendente e votò con i democratici.

### Livello federale
| Partiti | Partiti      | Voti       | %      | Seggi        | Seggi    | Seggi    | Seggi         | Seggi   |  |
| Partiti | Partiti      | Voti       | %      | Pre elezioni | In palio | Ottenuti | Post elezioni | +/-     |  |
| ------- | ------------ | ---------- | ------ | ------------ | -------- | -------- | ------------- | ------- |  |
|         | Democratico  | 36 780 875 | 47,04  | 46           | 15       | 19       | 50            | 4       |  |
|         | Repubblicano | 36 725 431 | 46,97  | 54           | 19       | 15       | 50            | 4       |  |
|         | Libertario   | 1 036 684  | 1,32   | -            | -        | -        | -             | -       |  |
|         | Verde        | 652 329    | 0,83   | -            | -        | -        | -             | -       |  |
|         | Indipendente | 365 614    | 0,48   | -            | -        | -        | -             | -       |  |
|         | Altri        | 2 463 355  | 2,15   | -            | -        | -        | -             | -       |  |
|         |              |            |        |              |          |          |               |         |  |
| Totale  | Totale       | 78 191 797 | 100,00 | 100          | 34       | 34       | 100           | Stabile |  |

### Dettaglio per stato
Di seguito il riepilogo delle elezioni relative ai 33 seggi del Senato:
| Stato                | Senatore uscente            | Senatore uscente         | Democratici                  | Repubblicani                                                                 | Altri                                                                         | Senatore eletto    | Senatore eletto      |
| -------------------- | --------------------------- | ------------------------ | ---------------------------- | ---------------------------------------------------------------------------- | ----------------------------------------------------------------------------- | ------------------ | -------------------- |
| Arizona              |                             | Jon Kyl (R)              | -                            | Jon Kyl - 79,3%                                                              | William Toel (I) - 7,8% Vance Hansen (V) - 7,8% Barry Hess (L) - 5,1%         |                    | Jon Kyl (R)          |
| California           |                             | Dianne Feinstein (D)     | Dianne Feinstein - 55,8%     | Tom Campbell - 36,6%                                                         | Medea Benjamin (V) - 3,1% Gail Lightfoot (L) - 1,8% Altri - 2,8%              |                    | Dianne Feinstein (D) |
| Connecticut          | Joe Lieberman (D)           | Joe Lieberman - 63,2%    | Philip Giordano - 34,1%      | William Kozak - 2,0% Wildey J. Moore (L) - 0,7%                              | Joe Lieberman (D)                                                             |                    |                      |
| Dakota del Nord      | Kent Conrad (D-NPL)         | Duane Sand - 38,6%       | Kent Conrad - 61,4%          |                                                                              | Kent Conrad (D-NPL)                                                           |                    |                      |
| Delaware             |                             | William Roth (R)         | Tom Carper - 55,5%           | William Roth - 43,7%                                                         | Mark Dankof (C) - 0,3% J. Burke Morrison (L) - 0,3% Robert Mattson - 0,2%     | Tom Carper (D)     |                      |
| Florida              | Connie Mack III (R)         | Bill Nelson - 51,0%      | Bill McCollum - 46,2%        | Altri - 2,9%                                                                 | Bill Nelson (D)                                                               |                    |                      |
| Hawaii               |                             | Daniel Akaka (D)         | Daniel Akaka - 72,7%         | John Carroll - 24,5%                                                         | Altri - 2,8%                                                                  |                    | Daniel Akaka (D)     |
| Indiana              |                             | Richard Lugar (R)        | David Johnson - 31,9%        | Richard Lugar - 66,5%                                                        | Paul Hager (L) - 1,6%                                                         |                    | Richard Lugar (R)    |
| Maine                | Olympia Snowe (R)           | Mark Lawrence - 31,1%    | Olympia Snowe - 68,9%        |                                                                              | Olympia Snowe (R)                                                             |                    |                      |
| Maryland             |                             | Paul Sarbanes (D)        | Paul Sarbanes - 63,2%        | Paul Rappaport - 36,7%                                                       |                                                                               |                    | Paul Sarbanes (D)    |
| Massachusetts        | Ted Kennedy (R)             | Ted Kennedy - 72,9%      | Jack E. Robinson III - 12,9% | Carla Howell (L) -11,9% Philip F. Lawler (C) - 1,6% Dale Friedgen (I) - 0,5% | Ted Kennedy (D)                                                               |                    |                      |
| Michigan             |                             | Spencer Abraham (R)      | Debbie Stabenow - 49,4%      | Spencer Abraham - 47,9%                                                      | Matthew Abel (V) - 0,9% Michael Corliss (L) - 0,7% Altri - 1,0%               |                    | Debbie Stabenow (D)  |
| Minnesota            | Rod Grams (R)               | Mark Dayton - 48,8%      | Rod Grams - 43,3%            | James Gibson (I) - 5,8% Altri - 2,1%                                         | Mark Dayton (DFL)                                                             |                    |                      |
| Mississippi          | Trent Lott (R)              | Troy Brown - 31,6%       | Trent Lott - 65,9%           | Jim Giles (I) - 0,9% Lewis Napper (L) - 0,9% Shawn O'Hara - 0,7%             |                                                                               | Trent Lott (R)     |                      |
| Missouri             | John Ashcroft (R)           | Mel Carnahan - 50,4%     | John Ashcroft - 48,4%        | Evaline Taylor (V) - 0,5% Grant Samuel Stauffer (L) - 0,4% Altri - 0,3%      |                                                                               | Mel Carnahan (D)   |                      |
| Montana              | Conrad Burns (R)            | Brian Schweitzer - 47,2% | Conrad Burns - 50,6%         | Gary Lee - 2,2%                                                              |                                                                               | Conrad Burns (R)   |                      |
| Nebraska             |                             | Bob Kerrey (D)           | Ben Nelson - 51,0%           | Don Stenberg - 48,8%                                                         |                                                                               |                    | Ben Nelson (D)       |
| Nevada               | Richard Bryan (D)           | Ed Bernstein - 39,7%     | John Ensign - 55,1%          | Kathy Rusco (V) - 1,7% J. J. Johnson (L) - 0,9% Altri - 0,7% Nessuno - 1,9%  |                                                                               | John Ensign (R)    |                      |
| New Jersey           | Frank Lautenberg (D)        | Jon Corzine - 50,1%      | Bob Franks - 47,1%           | Bruce Afran - (V) 1,1% Altri - 1,6%                                          |                                                                               | Jon Corzine (D)    |                      |
| New York             | Daniel Patrick Moynihan (D) | Hillary Clinton - 55,3%  | Rick Lazio - 43,0%           | Jeffrey E. Graham (I) - 0,6% Mark J. Dunau (V) - 0,6% Altri - 0,6%           | Hillary Clinton (D)                                                           |                    |                      |
| Nuovo Messico        | Jeff Bingaman (D)           | Jeff Bingaman - 61,7%    | Bill Redmond - 38,3%         |                                                                              | Jeff Bingaman (D)                                                             |                    |                      |
| Ohio                 |                             | Mike DeWine (R)          | Ted Celeste - 35,9%          | Mike DeWine - 59,9%                                                          | John McAlister (L) - 2,6% John Eastman - 1,6%                                 |                    | Mike DeWine (R)      |
| Pennsylvania         | Rick Santorum (R)           | Ron Klink - 45,5%        | Rick Santorum - 52,4%        | John Featherman (L) - 1,0% Lester Searer (C) - 0,6% Robert Domske - 0,5%     | Rick Santorum (R)                                                             |                    |                      |
| Rhode Island         | Lincoln Chafee (R)          | Robert Weygand - 41,1%   | Lincoln Chafee - 56,8%       | Christopher Young - 1,0% Kenneth Proulx (I) - 0,9%                           | Lincoln Chafee (R)                                                            |                    |                      |
| Tennessee            | Bill Frist (R)              | Jeff Clark - 32,2%       | Bill Frist - 65,1%           | Tom Burrell (V) - 1,3% Altri - 1,3%                                          | Bill Frist (R)                                                                |                    |                      |
| Texas                | Kay Bailey Hutchison (R)    | Gene Kelly - 32,3%       | Kay Bailey Hutchison - 65,0% | Doug Sandage (V) - 1,5% Mary Ruwart (L) - 1,1%                               | Kay Bailey Hutchison (R)                                                      |                    |                      |
| Utah                 | Orrin Hatch (R)             | Scott Howell - 31,5%     | Orrin Hatch - 65,6%          | Carlton Edward Bowen - 1,6% Jim Dexter (L) - 1,4%                            | Orrin Hatch (R)                                                               |                    |                      |
| Vermont              | Jim Jeffords (R)            | Ed Flanagan - 25,4%      | Jim Jeffords - 65,6%         | Charles W. Russell (C) - 3,5% Rick Hubbard (I) - 1,9% Altri - 3,5%           | Jim Jeffords (R)                                                              |                    |                      |
| Virginia             |                             | Chuck Robb (D)           | Chuck Robb - 47,7%           | George Allen - 52,3%                                                         |                                                                               | George Allen (R)   |                      |
| Virginia Occidentale | Robert Byrd (D)             | Robert Byrd - 77,7%      | David T. Gallaher - 20,2%    | Joe Whelan - 2,1%                                                            |                                                                               | Robert Byrd (D)    |                      |
| Washington           |                             | Slade Gorton (R)         | Maria Cantwell - 48,7%       | Slade Gorton - 48,6%                                                         | Jeff Jared (L) - 2,6%                                                         | Maria Cantwell (D) |                      |
| Wisconsin            |                             | Herb Kohl (D)            | Herb Kohl - 61,5%            | John Gillespie - 37,0%                                                       | Tim Peterson (L) - 0,9% Eugene A. Hem (I) - 0,4% Robert R. Raymond (C) - 0,2% | Herb Kohl (D)      |                      |
| Wyoming              |                             | Craig Thomas (R)         | Mel Logan - 22,0%            | Craig Thomas - 73,7%                                                         | Margaret Dawson (L) - 4,2%                                                    |                    | Craig Thomas (R)     |

### Elezioni speciali
Per questa elezione speciale, il vincitore occupò il seggio dal 1º gennaio 2000 al 2 gennaio 2001.
| Stato            | Senatore uscente | Senatore uscente | Democratici         | Repubblicani           | Senatore eletto | Senatore eletto |
| ---------------- | ---------------- | ---------------- | ------------------- | ---------------------- | --------------- | --------------- |
| Georgia Classe 3 |                  | Zell Miller (D)  | Zell Miller - 58,2% | Mack Mattingly - 37,9% |                 | Zell Miller (D) |

## Camera dei rappresentanti
Nelle elezioni per Camera dei Rappresentanti il Partito Repubblicano perse due seggi, scendendo a quota 221, mentre il Partito Democratico, incrementò di una unità. 
Prima delle elezioni i repubblicani contavano 223 deputati contro i 211 democratici e 1 indipendente; la nuova Camera fu costituita da 221 repubblicani e 212 democratici, più 2 indipendenti. La Camera rimase pertanto repubblicana, come il Senato, seppur con una maggioranza più risicata.

### Livello federale
| Partiti                                          | Partiti      | Voti       | Voti   | Voti    | Seggi | Seggi | Seggi   | Seggi  |
| Partiti                                          | Partiti      | Voti       | %      | Var.    | 1998  | 2000  | +/−     | %      |
| ------------------------------------------------ | ------------ | ---------- | ------ | ------- | ----- | ----- | ------- | ------ |
|                                                  | Repubblicano | 46 992 383 | 47,6%  | 0,8%    | 223   | 221   | 2       | 50,8%  |
|                                                  | Democratico  | 46 582 167 | 47,1%  | 0,2%    | 211   | 212   | 1       | 48,7%  |
|                                                  | Libertario   | 1 610 292  | 1,6%   | 0,3%    | -     | -     | -       | -      |
|                                                  | Indipendente | 683 098    | 0,7%   | 0,1%    | 1     | 2     | 1       | 0,5%   |
|                                                  | Natural Law  | 443 896    | 0,4%   | 0,1%    | -     | -     | -       | -      |
|                                                  | Verde        | 260 087    | 0,3%   | 0,1%    | -     | -     | -       | -      |
|                                                  | Riforma      | 176,269    | 0,2%   | 0,2%    | -     | -     | -       | -      |
|                                                  | Costituzione | 122 936    | 0,1%   | Stabile | -     | -     | -       | -      |
|                                                  | Altri        | 1 928 835  | 2,0%   | 0,7%    | -     | -     | -       | -      |
| Totale                                           | Totale       | 98 799 963 | 100,0% | -       | 435   | 435   | Stabile | 100,0% |
| Fonte: Election Statistics - Office of the Clerk |              |            |        |         |       |       |         |        |

### Dettaglio per stato
| Stato                | Seggi totali | Democratici | Democratici | Repubblicani | Repubblicani | Indipendente | Indipendente |
| Stato                | Seggi totali | Seggi       | Var.        | Seggi        | Var.         | Seggi        | Var.         |
| -------------------- | ------------ | ----------- | ----------- | ------------ | ------------ | ------------ | ------------ |
| Alabama              | 7            | 2           | Stabile     | 5            | Stabile      | 0            | Stabile      |
| Alaska               | 1            | 0           | Stabile     | 1            | Stabile      | 0            | Stabile      |
| Arizona              | 6            | 1           | Stabile     | 5            | Aumento      | 0            | Stabile      |
| Arkansas             | 4            | 3           | 1           | 1            | 1            | 0            | Stabile      |
| California           | 52           | 28          | 5           | 24           | 5            | 0            | Stabile      |
| Carolina del Nord    | 12           | 5           | Stabile     | 7            | Stabile      | 0            | Stabile      |
| Carolina del Sud     | 6            | 2           | Stabile     | 4            | Stabile      | 0            | Stabile      |
| Colorado             | 6            | 2           | Stabile     | 4            | Stabile      | 0            | Stabile      |
| Connecticut          | 6            | 3           | 1           | 3            | 1            | 0            | Stabile      |
| Dakota del Nord      | 1            | 1           | Stabile     | 0            | Stabile      | 0            | Stabile      |
| Dakota del Sud       | 1            | 0           | Stabile     | 1            | Stabile      | 0            | Stabile      |
| Delaware             | 1            | 0           | Stabile     | 1            | Stabile      | 0            | Stabile      |
| Florida              | 23           | 8           | Stabile     | 15           | Stabile      | 0            | Stabile      |
| Georgia              | 11           | 3           | Stabile     | 8            | Stabile      | 0            | Stabile      |
| Hawaii               | 2            | 2           | Stabile     | 0            | Stabile      | 0            | Stabile      |
| Idaho                | 2            | 0           | Stabile     | 2            | Stabile      | 0            | Stabile      |
| Illinois             | 20           | 10          | Stabile     | 10           | Stabile      | 0            | Stabile      |
| Indiana              | 10           | 4           | Stabile     | 6            | Stabile      | 0            | Stabile      |
| Iowa                 | 5            | 1           | Stabile     | 4            | Stabile      | 0            | Stabile      |
| Kansas               | 4            | 1           | Stabile     | 3            | Stabile      | 0            | Stabile      |
| Kentucky             | 6            | 1           | Stabile     | 5            | Stabile      | 0            | Stabile      |
| Louisiana            | 7            | 2           | Stabile     | 5            | Stabile      | 0            | Stabile      |
| Maine                | 2            | 2           | Stabile     | 0            | Stabile      | 0            | Stabile      |
| Maryland             | 8            | 4           | Stabile     | 4            | Stabile      | 0            | Stabile      |
| Massachusetts        | 10           | 10          | Stabile     | 0            | Stabile      | 0            | Stabile      |
| Michigan             | 16           | 9           | 1           | 7            | 1            | 0            | Stabile      |
| Minnesota            | 8            | 5           | Stabile     | 3            | 1            | 0            | Stabile      |
| Mississippi          | 5            | 3           | Stabile     | 2            | Stabile      | 0            | Stabile      |
| Missouri             | 9            | 4           | 1           | 5            | 1            | 0            | Stabile      |
| Montana              | 1            | 0           | Stabile     | 1            | Stabile      | 0            | Stabile      |
| Nebraska             | 3            | 0           | Stabile     | 3            | Stabile      | 0            | Stabile      |
| Nevada               | 2            | 1           | Stabile     | 1            | Stabile      | 0            | Stabile      |
| New Hampshire        | 2            | 0           | Stabile     | 2            | Stabile      | 0            | Stabile      |
| New Jersey           | 13           | 7           | Stabile     | 6            | Stabile      | 0            | Stabile      |
| New York             | 31           | 19          | Stabile     | 12           | Stabile      | 0            | Stabile      |
| Nuovo Messico        | 3            | 1           | Stabile     | 2            | Stabile      | 0            | Stabile      |
| Ohio                 | 19           | 8           | Stabile     | 11           | Stabile      | 0            | Stabile      |
| Oklahoma             | 6            | 1           | 1           | 5            | 1            | 0            | Stabile      |
| Oregon               | 5            | 4           | Stabile     | 1            | Stabile      | 0            | Stabile      |
| Pennsylvania         | 21           | 10          | 1           | 11           | 1            | 0            | Stabile      |
| Rhode Island         | 2            | 2           | Stabile     | 0            | Stabile      | 0            | Stabile      |
| Tennessee            | 9            | 4           | Stabile     | 5            | Stabile      | 0            | Stabile      |
| Texas                | 30           | 17          | Stabile     | 13           | Stabile      | 0            | Stabile      |
| Utah                 | 3            | 1           | 1           | 2            | 1            | 0            | Stabile      |
| Vermont              | 1            | 0           | Stabile     | 0            | Stabile      | 1            | Stabile      |
| Virginia             | 11           | 4           | 2           | 6            | 1            | 1            | 1            |
| Virginia Occidentale | 3            | 2           | 1           | 1            | 1            | 0            | Stabile      |
| Washington           | 9            | 6           | 1           | 3            | 1            | 0            | Stabile      |
| Wisconsin            | 9            | 5           | 1           | 4            | Stabile      | 0            | Stabile      |
| Wyoming              | 1            | 0           | Stabile     | 1            | Stabile      | 0            | Stabile      |
| Totale               | 435          | 212         | 1           | 221          | 2            | 2            | 1            |

### Dettaglio per distretto
| Stato                | Distretto | Deputato uscente              | Deputato uscente                          | Democratici                            | Repubblicani                                                                                | Altri | Deputato eletto                | Deputato eletto          |
| -------------------- | --------- | ----------------------------- | ----------------------------------------- | -------------------------------------- | ------------------------------------------------------------------------------------------- | --- | ------------------------------ | ------------------------ |
| Alabama              | 1         |                               | Sonny Callahan (R)                        | -                                      | Sonny Callahan - 91,3%                                                                      | Dick Coffee (L) - 8,5% |                                | Sonny Callahan (R)       |
| Alabama              | 2         | Terry Everett (R)             | Charles Woods - 29,2%                     | Terry Everett - 68,2%                  | Wallace B. McGahan (L) - 1,8%                                                               | Terry Everett (R) |                                |                          |
| Alabama              | 3         | Bob Riley (R)                 | Joe Turnham - 48,2%                       | Bob Riley - 86,9                       | George Crispin (L) - 1,4%                                                                   | Bob Riley (R) |                                |                          |
| Alabama              | 4         | Robert Aderholt (R)           | Marsha Folsom - 37,4%                     | Robert Aderholt - 60,6%                | Craig Goodrich (L) - 1,5%                                                                   | Robert Aderholt (R) |                                |                          |
| Alabama              | 5         |                               | Robert Cramer (D)                         | Robert Cramer - 88,8%                  | -                                                                                           | Alan F. Barksdale (L) - 10,5% |                                | Robert Cramer (D)        |
| Alabama              | 6         |                               | Spencer Bachus (R)                        | -                                      | Spencer Bachus - 87,9%                                                                      | Terry Reagin (L) - 11,7% |                                | Spencer Bachus (R)       |
| Alabama              | 7         |                               | Earl Hilliard (D)                         | Earl Hilliard - 74,6%                  | Ed Martin - 23,2%                                                                           | Ken Hager (L) - 1,9% |                                | Earl Hilliard (D)        |
| Alaska               | Unico     |                               | Don Young (R)                             | Clifford Mark Greene - 17,0%           | Don Young - 71,0%                                                                           | Anna Young (V) - 8,0% Jim Dore - 4,0% Leonard Karpinski (L) - 2,0%                                                               |                                | Don Young (R)            |
| Arizona              | 1         | Matt Salmon (R)               | David Mendoza - 42,4%                     | Jeff Flake - 53,6%                     | Jon Burroughs (L) - 4,0%                                                                    | Jeff Flake (R) |                                |                          |
| Arizona              | 2         |                               | Ed Pastor (D)                             | Ed Pastor - 68,5%                      | Bill Barenholtz - 26,9%%                                                                    | Geoffrey Weber (L) - 2,6% Barbara Shelor - 2,0%                                                                                  |                                | Ed Pastor (D)            |
| Arizona              | 3         |                               | Bob Stump (R)                             | Gene Scharer - 31,4%                   | Bob Stump - 65,7%                                                                           | Edward R. Carlson (L) - 3,0% |                                | Bob Stump (R)            |
| Arizona              | 4         | John Shadegg (R)              | Ben Jankowski - 32,7%                     | John Shadegg - 64,0%                   | Ernest Hancock (L) - 3,3%                                                                   | John Shadegg (R) |                                |                          |
| Arizona              | 5         | Jim Kolbe (R)                 | George Cunningham - 35,3%                 | Jim Kolbe - 60,1%                      | Michael Jay Green (V) - 3,1% Aage Nost (L) - 1,4%                                           | Jim Kolbe (R) |                                |                          |
| Arizona              | 6         | John David Hayworth (R)       | Larry Nelson - 35,6%                      | J. D. Hayworth - 61,4%                 | Richard Duncan (L) - 3,0%                                                                   | J. D. Hayworth (R) |                                |                          |
| Arkansas             | 1         |                               | Robert Marion Berry (D)                   | Robert Marion Berry - 59,0%            | Susan Myshka - 41,0%                                                                        | |                                | Robert Marion Berry (D)  |
| Arkansas             | 2         | Vic Snyder (D)                | Vic Snyder - 58,0%                        | Bob Thomas - 42,0%                     |                                                                                             | Vic Snyder (D) |                                |                          |
| Arkansas             | 3         |                               | Asa Hutchinson (R)                        | -                                      | Asa Hutchinson                                                                              | |                                | Asa Hutchinson (R)       |
| Arkansas             | 4         | Jay Dickey (R)                | Mike Ross - 51,0%                         | Jay Dickey - 49,0%                     |                                                                                             | | Mike Ross (D)                  |                          |
| California           | 1         |                               | Mike Thompson (D)                         | Mike Thompson - 65,1%                  | Russel Chase - 28,0%                                                                        | Cheryl Kreier - 3,0% Emil Rossi (L) - 2,6% Pamela Elizondo - 1,3%                                                                | Mike Thompson (D)              |                          |
| California           | 2         |                               | Wally Herger (R)                          | Stan Morgan - 28,2%                    | Wally Herger - 65,8%                                                                        | Stan Morgan - 3,4% Charles R. Martin (L) - 2,6%                                                                                  |                                | Wally Herger (R)         |
| California           | 3         | Doug Ose (R)                  | Bob Kent - 40,5%                          | Doug Ose - 56,2%                       | Douglas Arthur Tuma (L) - 2,2% Channing Jones - 1,1%                                        | Doug Ose (R) |                                |                          |
| California           | 4         | John Doolittle (R)            | Mark Norberg - 31,5%                      | John Doolittle - 63,5%                 | William Fritz Frey (L) - 3,0% Robert Ray - 2,0%                                             | John Doolittle (R) |                                |                          |
| California           | 5         |                               | Bob Matsui (D)                            | Bob Matsui - 68,7%                     | Ken Payne - 26,2%                                                                           | Ken Adams (V) - 2,9% Cullene Lang (L) - 1,3% Charles Kersey - 0,9%                                                               |                                | Bob Matsui (D)           |
| California           | 6         | Lynn Woolsey (D)              | Lynn Woolsey - 64,4%                      | Ken McAuliffe - 28,4%                  | Justin Moscoso (V) - 4,6% Richard O. Barton (L) - 1,6% Alan Roy Barreca - 1,0%              | Lynn Woolsey (D) |                                |                          |
| California           | 7         | George Miller (R)             | George Miller - 76,5%                     | Christopher Hoffman - 21,2%            | Martin Sproul - 2,3%                                                                        | George Miller (D) |                                |                          |
| California           | 8         | Nancy Pelosi (D)              | Nancy Pelosi - 84,5%                      | Adam Sparks - 11,7%                    | Erik Bauman (L) - 2,6% David Smithstein - 1,2%                                              | Nancy Pelosi (D) |                                |                          |
| California           | 9         | Barbara Lee (D)               | Barbara Lee - 85,0%                       | Arneze Washington - 9,8%               | Fred Foldvary (L) - 3,3% Ellen Jefferds - 1,9%                                              | Barbara Lee (D) |                                |                          |
| California           | 10        | Ellen Tauscher (D)            | Ellen Tauscher - 52,7%                    | Claude B. Hutchison Jr - 44,2%         | Valerie Janlois (L) - 3,1%                                                                  | Ellen Tauscher (D) |                                |                          |
| California           | 11        |                               | Richard Pombo (R)                         | Tom Santos - 38,1%                     | Richard Pombo - 57,9%                                                                       | Kathryn Russow (L) - 2,4% Jon Kurey - 1,6%                                                                                       |                                | Richard Pombo (R)        |
| California           | 12        |                               | Tom Lantos (D)                            | Tom Lantos - 74,6%                     | Mike Garza - 20,8%                                                                          | Barbara Less (L) - 3,0% Rifkin Young - 1,6%                                                                                      |                                | Tom Lantos (D)           |
| California           | 13        | Pete Stark (D)                | Pete Stark - 70,5%                        | James Goetz - 24,3%                    | Howard Mora (L) - 2,6% Timothy Hoehner - 1,4% Don Grundmann - 1,2%                          | Pete Stark (D) |                                |                          |
| California           | 14        | Anna Eshoo (D)                | Anna Eshoo - 70,3%                        | Bill Quraishi - 25,8%                  | Joseph Dehn III (L) - 2,0% John H. Black - 1,9%                                             | Anna Eshoo (D) |                                |                          |
| California           | 15        |                               | Tom Campbell (R)                          | Mike Honda - 54,6%                     | Jim Cunneen - 42,2%                                                                         | Ed Wimmers (L) - 2,0% Douglas Gorney - 1,5%                                                                                      | Mike Honda (D)                 |                          |
| California           | 16        |                               | Zoe Lofgren (D)                           | Zoe Lofgren - 72,1%                    | Horace Gene Thayn - 23,3%                                                                   | Dennis Michael Umphress (L) - 3,0% Edward Klein - 1,6%                                                                           | Zoe Lofgren (D)                |                          |
| California           | 17        | Sam Farr (D)                  | Sam Farr - 68,8%                          | Clint Engler - 24,7%                   | E. Craig Coffin (V) - 4,0% Rick Garrett (L) - 1,2% Larry Fenton - 1,0% Scott Hartley - 0,4% | Sam Farr (D) |                                |                          |
| California           | 18        | Gary Condit (D)               | Gary Condit - 67,2%                       | Steve Wilson - 31,3%                   | Page Roth Riskin - 1,5%                                                                     | Gary Condit (D) |                                |                          |
| California           | 19        |                               | George Radanovich (R)                     | Dan Rosenberg - 31,8%                  | George Radanovich - 65,0%                                                                   | Elizabeth Taylor (L) - 1,9% Bob Miller - 0,8% Edmon Kaiser - 0,5%                                                                |                                | George Radanovich (R)    |
| California           | 20        |                               | Cal Dooley (D)                            | Cal Dooley - 52,4%                     | Rich Rodriguez - 45,5%                                                                      | Walter Kenneth Ruehlig - 1,1% Arnold Kriegbaum (L) - 1,0%                                                                        |                                | Cal Dooley (D)           |
| California           | 21        |                               | Bill Thomas (R)                           | Pedro Martinez Jr. - 24,8%             | Bill Thomas - 71,6%                                                                         | James R. S. Manion (L) - 3,6% |                                | Bill Thomas (R)          |
| California           | 22        |                               | Lois Capps (D)                            | Lois Capps - 53,2%                     | Mike Stoker - 44,4%                                                                         | Altri - 2,4% |                                | Lois Capps (D)           |
| California           | 23        |                               | Elton Gallegly (R)                        | Michael Case - 40,7%                   | Elton Gallegly - 54,1%                                                                      | Altri - 5,2% |                                | Elton Gallegly (R)       |
| California           | 24        |                               | Brad Sherman (D)                          | Brad Sherman - 66,1%                   | Jerry Doyle - 29,8%                                                                         | Juan Carlos Ros (L) - 2,9% Michael Cuddehe - 1,2%                                                                                |                                | Brad Sherman (D)         |
| California           | 25        |                               | Howard McKeon (R)                         | Sid Gold - 33,2%                       | Howard McKeon - 62,3%                                                                       | Bruce Acker (L) - 3,2% Mews Small - 1,3%                                                                                         |                                | Howard McKeon (R)        |
| California           | 26        |                               | Howard Berman (D)                         | Howard Berman - 84,1%                  | -                                                                                           | Bill Farley (L) - 11,4% David Cossak - 4,5%                                                                                      |                                | Howard Berman (D)        |
| California           | 27        |                               | James E. Rogan (R)                        | Adam Schiff - 52,7%                    | James E. Rogan - 43,9%                                                                      | Ted Brown (L) - 1,7% Miriam Hospodar - 1,7%                                                                                      |                                | Adam Schiff (D)          |
| California           | 28        | David Dreier (R)              | Janice Nelson - 39,9%                     | David Dreier - 56,9%                   | Randall Weissbuch (L) - 1,3% M. Lawrence Allison - 1,0% Joe Haytas - 0,9%                   | | David Dreier (R)               |                          |
| California           | 29        |                               | Henry Waxman (D)                          | Henry Waxman - 75,7%                   | Jim Scileppi - 19,3%                                                                        | Jack C. Anderson (L) - 3,3% Bruce Currivan - 1,7%                                                                                |                                | Henry Waxman (D)         |
| California           | 30        | Xavier Becerra (D)            | Xavier Becerra - 83,3%                    | Tony Goss - 11,8%                      | Jason Heath (L) - 2,9% Gary Hearne -2,0%                                                    | Xavier Becerra (D) |                                |                          |
| California           | 31        |                               | Matthew G. Martínez (R)                   | Hilda Solis - 79,4%                    | -                                                                                           | Krista Lieberg-Wong (V) - 9,1% Michael McGuire (L) - 6,3% Richard Griffin - 5,2%                                                 | Hilda Solis (D)                |                          |
| California           | 32        |                               | Julian Dixon (D)                          | Julian Dixon - 83,6%                   | Kathy Williamson - 12,2%                                                                    | Bob Weber (L) - 2,3% Rashied Jibri - 1,9%                                                                                        | Julian Dixon (D)               |                          |
| California           | 33        | Lucille Roybal-Allard (D)     | Lucille Roybal-Allard - 84,6%             | Wayne Miller - 11,6%                   | Nathan Craddock (L) - 2,2% William Harpur - 1,6%                                            | Lucille Roybal-Allard (D) |                                |                          |
| California           | 34        | Grace Napolitano (D)          | Grace Napolitano - 71,3%                  | Robert Arthur Canales - 22,5%          | Julia Simon - 6,2%                                                                          | Grace Napolitano (D) |                                |                          |
| California           | 35        | Maxine Waters (D)             | Maxine Waters - 86,6%                     | Carl McGill - 10,9%                    | Gordon Mego - 1,6% Rick Dunstan - 0,9%                                                      | Maxine Waters (D) |                                |                          |
| California           | 36        |                               | Steven T. Kuykendall (R)                  | Jane Harman - 48,4%                    | Steven T. Kuykendall - 46,6%                                                                | Daniel Sherman (L) - 2,6% John Konopka - 1,4% Matt Ornati - 0,9%                                                                 | Jane Harman (D)                |                          |
| California           | 37        |                               | Juanita Millender-McDonald (D)            | Juanita Millender-McDonald - 82,4%     | Vernon Van - 11,3%                                                                          | Margaret Glazer - 3,6% Herb Peters (L) - 2,7%                                                                                    | Juanita Millender-McDonald (D) |                          |
| California           | 38        |                               | Steve Horn (R)                            | Gerrie Schipske - 47,5%                | Steve Horn - 48,5%                                                                          | Jack Neglia (L) - 2,0% Karen Blasdell-Wilkinson - 2,0%                                                                           |                                | Steve Horn (R)           |
| California           | 39        | Ed Royce (R)                  | Gill Kanel - 31,5%                        | Ed Royce - 62,8%%                      | Ron Jevning - 3,2% Keith Gann (L) - 2,5%                                                    | Ed Royce (R) |                                |                          |
| California           | 40        | Jerry Lewis (R)               | -                                         | Jerry Lewis - 70,0%                    | Jay Lindberg (L) - 10,0% Frank Schmit - 10,0%                                               | Jerry Lewis (R) |                                |                          |
| California           | 41        | Gary Miller (R)               | Rodolfo Favila - 37,4%                    | Gary Miller - 59,0%                    | David Kramer - 3,6%                                                                         | Gary Miller (R) |                                |                          |
| California           | 42        |                               | Joe Baca (D)                              | Joe Baca - 59,8%                       | Eli Pirozzi - 35,2%                                                                         | John Ballard (L) - 2,6% Gwyn Hartley - 2,4%                                                                                      |                                | Joe Baca (D)             |
| California           | 43        |                               | Ken Calvert (R)                           | -                                      | Ken Calvert - 73,7%                                                                         | Bill Reed (L) - 15,6% Nathaniel Adam - 10,7%                                                                                     |                                | Ken Calvert (R)          |
| California           | 44        | Mary Bono (R)                 | Ron Oden - 38,0%                          | Mary Bono - 59,2%                      | Gene Smith - 1,9% Jim Meuer - 0,9%                                                          | Mary Bono (R) |                                |                          |
| California           | 45        | Dana Rohrabacher (R)          | Ted Crisell - 32,4%                       | Dana Rohrabacher - 62,2%               | Don Hull (L) - 3,8% Constance Betton - 1,6%                                                 | Dana Rohrabacher (R) |                                |                          |
| California           | 46        |                               | Loretta Sanchez (D)                       | Loretta Sanchez - 60,3%                | Gloria Matta Tuchman - 35,0%                                                                | Richard Boddie (L) - 2,7% Larry Engwall - 2,0%                                                                                   |                                | Loretta Sanchez (D)      |
| California           | 47        |                               | Christopher Cox (R)                       | John Graham - 30,1%                    | Christopher Cox - 65,7%                                                                     | David Nolan (L) - 2,9% Iris Adam - 1,3%                                                                                          |                                | Christopher Cox (R)      |
| California           | 48        | Ron Packard (R)               | Peter Kouvelis - 28,4%                    | Darrell Issa - 61,5%                   | Eddie Rose - 4,3% Sharon Miles - 3,1% Joe Michael Cobb (L) - 2,7%                           | Darrell Issa (R) |                                |                          |
| California           | 49        | Brian Bilbray (R)             | Susan Davis - 49,7%                       | Brian Bilbray - 46,2%                  | Doris Ball (L) - 2,8% Tahir Bhatti - 1,3%                                                   | | Susan Davis (D)                |                          |
| California           | 50        |                               | Bob Filner (D)                            | Bob Filner - 68,3%                     | Bob Divine - 27,7%                                                                          | David Willoughby (L) - 2,4% LeeAnn Kendall - 1,6%                                                                                | Bob Filner (D)                 |                          |
| California           | 51        |                               | Duke Cunningham (R)                       | George Jorge Barraza - 30,4%           | Duke Cunningham - 64,4%                                                                     | Daniel L. Muhe (L) - 2,7% Eric Hunter Bourdette - 2,5%                                                                           |                                | Duke Cunningham (R)      |
| California           | 52        | Duncan D. Hunter (R)          | Craig Barkacs - 31,3%                     | Duncan D. Hunter - 64,8%               | Michael Benoit (L) - 2,9% Robert Sherman - 1,0%                                             | Duncan D. Hunter (R) |                                |                          |
| Carolina del Nord    | 1         |                               | Eva Clayton (D)                           | Eva Clayton - 65,6%                    | Duane Kratzer - 32,9%                                                                       | Christopher Sean Delaney (L) - 1,5%                                                                                              |                                | Eva Clayton (D)          |
| Carolina del Nord    | 2         | Bob Etheridge (D)             | Bob Etheridge - 58,3%                     | Doug Haynes - 40,9%                    | Mark Daniel Jackson (L) - 0,8%                                                              | Bob Etheridge (D) |                                |                          |
| Carolina del Nord    | 3         |                               | Walter Jones (R)                          | Leigh Harvey McNairy - 37,3%           | Walter Jones - 61,4%                                                                        | Leigh Harvey McNairy (L) - 1,2%                                                                                                  |                                | Walter Jones (R)         |
| Carolina del Nord    | 4         |                               | David Price (D)                           | David Price - 61,6%                    | Jess Ward - 36,6%                                                                           | C. Brian Towey (L) - 1,7% |                                | David Price (D)          |
| Carolina del Nord    | 5         |                               | Richard Burr (R)                          | -                                      | Richard Burr - 92,8%                                                                        | Steven Francis LeBoeuf (L) - 7,2%                                                                                                |                                | Richard Burr (R)         |
| Carolina del Nord    | 6         | Howard Coble (R)              | -                                         | Howard Coble - 91,0%                   | Jeffrey Dean Bentley (L) - 8,7%                                                             | Howard Coble (R) |                                |                          |
| Carolina del Nord    | 7         |                               | Mike McIntyre (D)                         | Mike McIntyre - 69,7%                  | James Adams - 28,9%                                                                         | Bob Burns (L) - 1,3% |                                | Mike McIntyre (D)        |
| Carolina del Nord    | 8         |                               | Robin Hayes (R)                           | Mike Taylor - 44,0%                    | Robin Hayes - 55,0%                                                                         | Jack Schwartz (L) - 1,0% |                                | Robin Hayes (R)          |
| Carolina del Nord    | 9         | Sue Myrick (R)                | Ed McGuire - 30,0%                        | Sue Myrick - 68,6%                     | Christopher Cole (L) - 0,9% James Cahaney - 0,5%                                            | Sue Myrick (R) |                                |                          |
| Carolina del Nord    | 10        | Cass Ballenger (R)            | Delmas Parker - 29,5%                     | Cass Ballenger - 68,2%                 | Deborah Garrett Eddins (L) - 2,3%                                                           | Cass Ballenger (R) |                                |                          |
| Carolina del Nord    | 11        | Charles Taylor (R)            | Sam Neill - 42,1%                         | Charles Taylor - 55,1%                 | Charles Barry Williams (L) - 2,8%                                                           | Charles Taylor (R) |                                |                          |
| Carolina del Nord    | 12        |                               | Mel Watt (D)                              | Mel Watt - 64,8%                       | Chad Mitchell - 33,3%                                                                       | Anna Lyon (L) - 1,9% |                                | Mel Watt (D)             |
| Carolina del Sud     | 1         |                               | Mark Sanford (R)                          | Andy Brack - 36,0%                     | Henry Brown - 60,0%                                                                         | |                                | Henry Brown (R)          |
| Carolina del Sud     | 2         | Floyd Spence (R)              | Jane Frederick - 41,0%                    | Floyd Spence - 58,0%                   |                                                                                             | Floyd Spence (R) |                                |                          |
| Carolina del Sud     | 3         | Lindsey Graham (R)            | George Brightharp - 31,9%                 | Lindsey Graham - 68,0%                 |                                                                                             | Lindsey Graham (R) |                                |                          |
| Carolina del Sud     | 4         | Jim DeMint (R)                | -                                         | Jim DeMint - 80,0%                     |                                                                                             | Jim DeMint (R) |                                |                          |
| Carolina del Sud     | 5         |                               | John Spratt (D)                           | John Spratt - 59,0%                    | Carl Gullick - 40,0%                                                                        | |                                | John Spratt (D)          |
| Carolina del Sud     | 6         | Jim Clyburn (D)               | Jim Clyburn - 73,0%                       | Vince Ellison - 26,0%                  |                                                                                             | Jim Clyburn (D) |                                |                          |
| Colorado             | 1         | Diana DeGette (D)             | Diana DeGette - 68,7%                     | Jesse Thomas - 27,3%                   | Richard Combs (L) - 2,8% Lyle Nasser - 1,2%                                                 | Diana DeGette (D) |                                |                          |
| Colorado             | 2         | Mark Udall (D)                | Mark Udall - 55,0%                        | Carolyn Cox - 38,6%                    | Ron Forthofer (V) - 4,4% David M. Baker (L) - 2,0%                                          | Mark Udall (D) |                                |                          |
| Colorado             | 3         |                               | Scott McInnis (R)                         | Curtis Imrie - 29,0%                   | Scott McInnis - 65,8%                                                                       | Drew Sakson (L) - 3,3% Victor Good - 1,8%                                                                                        |                                | Scott McInnis (R)        |
| Colorado             | 4         | Bob Schaffer (R)              | -                                         | Bob Schaffer - 79,5%                   | Dan Sewell Ward - 7,5% Kordon Baker (L) - 7,5% Leslie J. Hanks (C) - 3,8%                   | Bob Schaffer (R) |                                |                          |
| Colorado             | 5         | Joel Hefley (R)               | -                                         | Joel Hefley - 82,7%                    | Kerry Kantor - 12,3% Randy MacKenzie - 5,0%                                                 | Joel Hefley (R) |                                |                          |
| Colorado             | 6         | Tom Tancredo (R)              | Ken Toltz - 42,1%                         | Tom Tancredo - 53,9%                   | >Adam Katz (L) - 2,6% John Heckman (I) - 1,4%                                               | Tom Tancredo (R) |                                |                          |
| Connecticut          | 1         |                               | John Larson (D)                           | John Larson - 71,0%                    | Bob Backlund - 29,0%                                                                        | |                                | John Larson (D)          |
| Connecticut          | 2         | Sam Gejdenson (D)             | Sam Gejdenson - 49,0%                     | Rob Simmons - 51,0%                    |                                                                                             | Rob Simmons (R) |                                |                          |
| Connecticut          | 3         | Rosa DeLauro (D)              | Rosa DeLauro - 73,0%                      | June Gold - 27,0%                      |                                                                                             | Rosa DeLauro (D) |                                |                          |
| Connecticut          | 4         |                               | Chris Shays (R)                           | Stephanie Sanchez - 41,0%              | Chris Shays - 58,0%                                                                         | |                                | Chris Shays (R)          |
| Connecticut          | 5         |                               | Jim Maloney (D)                           | Jim Maloney - 54,0%                    | Mark Nielsen - 45,0%                                                                        | |                                | Jim Maloney (D)          |
| Connecticut          | 6         |                               | Nancy Johnson (R)                         | Paul Valenti - 33,0%                   | Nancy Johnson - 63,0%                                                                       | Audrey Cole (V) - 3,0% |                                | Nancy Johnson (R)        |
| Dakota del Nord      | Unico     |                               | Earl Pomeroy (D-NPL)                      | Earl Pomeroy - 52,9%                   | John Dorso - 44,5%                                                                          | Jan Shelver (I) - 1,7% Kenneth Loughead (I) - 0,9%                                                                               |                                | Earl Pomeroy (D-NPL)     |
| Dakota del Sud       | Unico     |                               | John Thune (R)                            | Curt Hohn - 25,0%                      | John Thune - 74,0%                                                                          | |                                | John Thune (R)           |
| Delaware             | Unico     |                               | Mike Castle (R)                           | Michael Miller - 31,0%                 | Mike Castle - 58,0%                                                                         | James P. Webster (C) - 0,8% Brad C. Thomas (L) - 0,8%                                                                            |                                | Mike Castle (R)          |
| Florida              | 1         | Joe Scarborough (R)           | -                                         | Joe Scarborough                        |                                                                                             | Joe Scarborough (R) |                                |                          |
| Florida              | 2         |                               | Allen Boyd (D)                            | Allen Boyd - 72,0%                     | Doug Dodd - 28,0%                                                                           | |                                | Allen Boyd (D)           |
| Florida              | 3         | Corrine Brown (D)             | Corrine Brown - 58,0%                     | Jennifer Carroll - 42,0%               |                                                                                             | Corrine Brown (D) |                                |                          |
| Florida              | 4         |                               | Tillie Fowler (R)                         | Tom Sullivan - 31,2%                   | Ander Crenshaw - 67,0%                                                                      | Deborah Katz Pueschel (I) - 1,8%                                                                                                 |                                | Ander Crenshaw (R)       |
| Florida              | 5         |                               | Karen Thurman (D)                         | Karen Thurman - 64,0%                  | Pete Enwall - 36,0%                                                                         | |                                | Karen Thurman (R)        |
| Florida              | 6         |                               | Cliff Stearns (R)                         | -                                      | Cliff Stearns                                                                               | |                                | Cliff Stearns (R)        |
| Florida              | 7         | John Mica (R)                 | Dan Vaughen - 37,0%                       | John Mica - 63,0%                      |                                                                                             | John Mica (R) |                                |                          |
| Florida              | 8         | Bill McCollum (R)             | Linda Chapin - 49,0%                      | Ric Keller - 51,0%                     |                                                                                             | Ric Keller (R) |                                |                          |
| Florida              | 9         | Michael Bilirakis (R)         | -                                         | Michael Bilirakis - 81,9%              | Jon Duffey - 18,1%                                                                          | Michael Bilirakis (R) |                                |                          |
| Florida              | 10        | Bill Young (R)                | -                                         | Bill Young - 75,7%                     | Josette Green - 13,9% Randy Heine (I) - 10,5%                                               | Bill Young (R) |                                |                          |
| Florida              | 11        |                               | Jim Davis (D)                             | Jim Davis - 84,6%                      | -                                                                                           | Charlie Westlake (L) - 15,4% |                                | Jim Davis (D)            |
| Florida              | 12        |                               | Charles Canady (R)                        | Mike Stedem - 43,0%                    | Adam Putnam - 57,0%                                                                         | |                                | Adam Putnam (R)          |
| Florida              | 13        | Dan Miller (R)                | Daniel Donne - 36,0%                      | Dan Miller - 64,0%                     |                                                                                             | Dan Miller (R) |                                |                          |
| Florida              | 14        | Porter Goss (R)               | -                                         | Porter Goss - 85,2%                    | Sam Farling - 14,8%                                                                         | Porter Goss (R) |                                |                          |
| Florida              | 15        | Dave Weldon (R)               | Patsy Ann Kurth - 39,2%                   | Dave Weldon - 58,8%                    | Gerry L Newby (I) - 1,9%                                                                    | Dave Weldon (R) |                                |                          |
| Florida              | 16        | Mark Foley (R)                | Jean Elliott Brown - 37,2%                | Mark Foley - 60,2%                     | John A. McGuire - 2,6%                                                                      | Mark Foley (R) |                                |                          |
| Florida              | 17        |                               | Carrie Meek (D)                           | -                                      | Carrie Meek                                                                                 | |                                | Carrie Meek (D)          |
| Florida              | 18        |                               | Ileana Ros-Lehtinen (R)                   | -                                      | Ileana Ros-Lehtinen                                                                         | |                                | Ileana Ros-Lehtinen (R)  |
| Florida              | 19        |                               | Robert Wexler (D)                         | Robert Wexler - 72,0%                  | Morris Kent Thompson - 28,0%                                                                | |                                | Robert Wexler (D)        |
| Florida              | 20        | Peter Deutsch (D)             | Peter Deutsch                             | -                                      |                                                                                             | Peter Deutsch (D) |                                |                          |
| Florida              | 21        |                               | Lincoln Díaz-Balart (R)                   | -                                      | Lincoln Díaz-Balart                                                                         | |                                | Lincoln Díaz-Balart (R)  |
| Florida              | 22        | E. Clay Shaw, Jr. (R)         | Elaine Bloom - 49,9%                      | E. Clay Shaw, Jr. - 50,1%              |                                                                                             | E. Clay Shaw, Jr. (R) |                                |                          |
| Florida              | 23        |                               | Alcee Hastings (D)                        | Alcee Hastings - 76,0%                 | Bill Lambert - 24,0%                                                                        | |                                | Alcee Hastings (D)       |
| Georgia              | 1         |                               | Jack Kingston (R)                         | Joyce Marie Griggs - 31,0%             | Jack Kingston - 69,0%                                                                       | |                                | Jack Kingston (R)        |
| Georgia              | 2         |                               | Sanford Bishop (D)                        | Sanford Bishop - 53,0%                 | Dylan Glenn - 47,0%                                                                         | |                                | Sanford Bishop (D)       |
| Georgia              | 3         |                               | Mac Collins (R)                           | Gail Notti - 37,0%                     | Mac Collins - 63,0%                                                                         | |                                | Mac Collins (R)          |
| Georgia              | 4         |                               | Cynthia McKinney (D)                      | Cynthia McKinney - 60,0%               | Sunny Warren - 40,0%                                                                        | |                                | Cynthia McKinney (D)     |
| Georgia              | 5         | John Lewis (D)                | John Lewis - 77,0%                        | Hank Schwab - 23,0%                    |                                                                                             | John Lewis (D) |                                |                          |
| Georgia              | 6         |                               | Johnny Isakson (R)                        | Brett Dehart - 25,0%                   | Johnny Isakson - 75,0%                                                                      | |                                | Johnny Isakson (R)       |
| Georgia              | 7         | Bob Barr (R)                  | Roger Kahn - 45,0%                        | Bob Barr - 55,0%                       |                                                                                             | Bob Barr (R) |                                |                          |
| Georgia              | 8         | Saxby Chambliss (R)           | Jim Marshall - 41,0%                      | Saxby Chambliss - 59,0%                |                                                                                             | Saxby Chambliss (R) |                                |                          |
| Georgia              | 9         | Nathan Deal (R)               | James Harrington - 25,0%                  | Nathan Deal - 75,0%                    |                                                                                             | Nathan Deal (R) |                                |                          |
| Georgia              | 10        | Charlie Norwood (R)           | Denise Freeman - 37,0%                    | Charlie Norwood - 63,0%                |                                                                                             | Charlie Norwood (R) |                                |                          |
| Georgia              | 11        | John Linder (R)               | -                                         | John Linder                            |                                                                                             | John Linder (R) |                                |                          |
| Hawaii               | 1         |                               | Neil Abercrombie (D)                      | Neil Abercrombie - 62,3%               | Phil Meyers - 25,8%                                                                         | Jerry Murphy (L) - 2,1% |                                | Neil Abercrombie (D)     |
| Hawaii               | 2         | Patsy Mink (D)                | Patsy Mink - 57,3%                        | Russ Francis - 33,4%                   | Lawrence G. K. Duquesne (L) - 2,3%                                                          | Patsy Mink (D) |                                |                          |
| Idaho                | 1         |                               | Helen Chenoweth (R)                       | Linda Pall - 31,4%                     | Butch Otter - 64,8%                                                                         | Ronald G. Wittig (L) - 2,3% Kevin Philip Hambsch - 1,6%                                                                          |                                | Butch Otter (R)          |
| Idaho                | 2         | Mike Simpson (R)              | Craig Williams - 25,9%                    | Mike Simpson - 70,7%                   | Donovan Bramwell (L) - 3,4%                                                                 | Mike Simpson (R) |                                |                          |
| Illinois             | 1         |                               | Bobby Rush (D)                            | Bobby Rush - 88,0%                     | Raymond Wardingley - 12,0%                                                                  | |                                | Bobby Rush (D)           |
| Illinois             | 2         | Jesse Jackson, Jr. (D)        | Jesse Jackson, Jr. - 90,0%                | Robert Gordon - 10,0%                  |                                                                                             | Jesse Jackson, Jr. (D) |                                |                          |
| Illinois             | 3         | Bill Lipinski (D)             | Bill Lipinski - 76,0%                     | Karl Groth - 24,0%                     |                                                                                             | Bill Lipinski (D) |                                |                          |
| Illinois             | 4         | Luis Gutiérrez (D)            | Luis Gutiérrez - 89,0%                    | -                                      | Stephanie Sailor (I) - 11,0%                                                                | Luis Gutiérrez (D) |                                |                          |
| Illinois             | 5         | Rod Blagojevich (D)           | Rod Blagojevich - 88,0%                   | -                                      |                                                                                             | Rod Blagojevich (D) |                                |                          |
| Illinois             | 6         |                               | Henry Hyde (R)                            | Brent Christensen - 41,0%              | Henry Hyde - 59,0%                                                                          | |                                | Henry Hyde (R)           |
| Illinois             | 7         |                               | Danny Davis (D)                           | Danny Davis - 86,0%                    | Robert Dallas - 14,0%                                                                       | |                                | Danny Davis (D)          |
| Illinois             | 8         |                               | Phil Crane (R)                            | Lance Pressl - 39,0%                   | Phil Crane - 61,0%                                                                          | |                                | Phil Crane (R)           |
| Illinois             | 9         |                               | Jan Schakowsky (D)                        | Jan Schakowsky - 76,0%                 | Dennis Driscoll - 24,0%                                                                     | |                                | Jan Schakowsky (D)       |
| Illinois             | 10        |                               | John Edward Porter (R)                    | Lauren Beth Gash - 49,0%               | Mark Kirk - 51,0%                                                                           | |                                | Mark Kirk (R)            |
| Illinois             | 11        | Jerry Weller (R)              | James Stevenson - 44,0%                   | Jerry Weller - 56,0%                   |                                                                                             | Jerry Weller (R) |                                |                          |
| Illinois             | 12        |                               | Jerry Costello (D)                        | Jerry Costello                         | -                                                                                           | |                                | Jerry Costello (D)       |
| Illinois             | 13        |                               | Judy Biggert (R)                          | Thomas Mason - 34,0%                   | Judy Biggert - 66,0%                                                                        | |                                | Judy Biggert (R)         |
| Illinois             | 14        | Dennis Hastert (D)            | Vern DelJonson - 26,0%                    | Dennis Hastert - 74,0%                 |                                                                                             | Dennis Hastert (R) |                                |                          |
| Illinois             | 15        | Thomas W. Ewing (R)           | Mike Kelleher - 47,0%                     | Timothy V. Johnson - 53,0%             |                                                                                             | Timothy V. Johnson (R) |                                |                          |
| Illinois             | 16        | Donald Manzullo (R)           | Charles Hendrickson - 33,0%               | Donald Manzullo - 67,0%                |                                                                                             | Donald Manzullo (R) |                                |                          |
| Illinois             | 17        |                               | Lane Evans (D)                            | Lane Evans - 55,0%                     | Mark Baker - 45,0%                                                                          | |                                | Lane Evans (D)           |
| Illinois             | 18        |                               | Ray LaHood (R)                            | Joyce Harant - 33,0%                   | Ray LaHood - 67,0%                                                                          | |                                | Ray LaHood (R)           |
| Illinois             | 19        |                               | David D. Phelps (D)                       | David D. Phelps - 65,0%                | Jim Eatherly - 35,0%                                                                        | |                                | David D. Phelps (D)      |
| Illinois             | 20        |                               | John Shimkus (R)                          | Jeffrey Cooper - 37,0%                 | John Shimkus - 63,0%                                                                        | |                                | Ray LaHood (R)           |
| Indiana              | 1         |                               | Pete Visclosky (D)                        | Pete Visclosky - 71,6%                 | Jack Reynolds - 27,0%                                                                       | Christopher Nelson (L) - 1,4% |                                | Pete Visclosky (D)       |
| Indiana              | 2         |                               | David McIntosh (R)                        | Robert Rock - 38,8%                    | Mike Pence - 50,9%                                                                          | Bill Frazier (I) - 9,2% Michael E. Anderson (L) - 1,2%                                                                           |                                | Mike Pence (R)           |
| Indiana              | 3         |                               | Tim Roemer (D)                            | Tim Roemer - 51,6%                     | Chris Chocola - 47,4%                                                                       | Scott C. Baker (L) - 1,0% |                                | Tim Roemer (D)           |
| Indiana              | 4         |                               | Mark Souder (R)                           | Michael Dewayne Foster - 35,4%         | Mark Souder - 62,3%                                                                         | Michael Donlan (L) - 2,3% |                                | Mark Souder (R)          |
| Indiana              | 5         | Steve Buyer (R)               | Greg Goodnight - 37,5%                    | Steve Buyer - 60,9%                    | Scott Benson (L) - 1,6%                                                                     | Steve Buyer (R) |                                |                          |
| Indiana              | 6         | Dan Burton (R)                | Darin Patrick Griesey - 26,5%             | Dan Burton - 70,3%                     | Joe Hauptmann (L) - 3,2%                                                                    | Dan Burton (R) |                                |                          |
| Indiana              | 7         | Ed Pease (R)                  | Michael Douglas Graf - 31,8%              | Brian Kerns - 64,8%                    | Bob Thayer (L) - 3,4%                                                                       | Brian Kerns (R) |                                |                          |
| Indiana              | 8         | John Hostettler (R)           | Paul Perry - 45,3%                        | John Hostettler - 52,7%                | Thomas Tindle (L) - 2,0%                                                                    | John Hostettler (R) |                                |                          |
| Indiana              | 9         |                               | Baron Hill (D)                            | Baron Hill - 54,2%                     | Michael Bailey - 43,8%                                                                      | Sara Chambers (L) - 2,0% |                                | Baron Hill (D)           |
| Indiana              | 10        | Julia Carson (D)              | Julia Carson - 58,5%                      | Marvin Scott - 39,7%                   | Na' llah Ali (L) - 1,8%                                                                     | Julia Carson (D) |                                |                          |
| Iowa                 | 1         |                               | Jim Leach (R)                             | Bob Simpson - 36,1%                    | Jim Leach - 61,8%                                                                           | Russ Madden (L) - 2,1% |                                | Jim Leach (R)            |
| Iowa                 | 2         | Jim Nussle (R)                | Donna Smith - 43,7%                       | Jim Nussle - 55,4%                     | Albert W. Schoeman (L) - 0,9%                                                               | Jim Nussle (R) |                                |                          |
| Iowa                 | 3         |                               | Leonard Boswell (D)                       | Leonard Boswell - 62,8%                | Jay Marcus - 33,7%                                                                          | Sue Atkinson (I) - 2,2% Joe Seehusen (L) - 0,9% Jim Hennager - 0,3%                                                              |                                | Leonard Boswell (D)      |
| Iowa                 | 4         |                               | Greg Ganske (R)                           | Michael Huston - 36,7%                 | Greg Ganske - 61,4%                                                                         | Steve Zimmerman (L) - 1,7% Edwin B. Fruit (W) - 0,2%                                                                             |                                | Greg Ganske (R)          |
| Iowa                 | 5         | Tom Latham (R)                | Mike Palecek - 29,2%                      | Tom Latham - 68,8%                     | Ben L. Olson (L) - 1,2% Ray Holtorf (I) - 0,8%                                              | Tom Latham (R) |                                |                          |
| Kansas               | 1         | Jerry Moran (R)               | -                                         | Jerry Moran - 89,3%                    | Jack Warner (L) - 10,7%                                                                     | Jerry Moran (R) |                                |                          |
| Kansas               | 2         | Jim Ryun (R)                  | Dan Lykins - 29,3%                        | Jim Ryun - 67,4%                       | Art Clack (L) - 2,0%                                                                        | Jim Ryun (R) |                                |                          |
| Kansas               | 3         |                               | Dennis Moore (D)                          | Dennis Moore - 50,0%                   | Phill Kline - 46,9%                                                                         | Chris Mina (L) - 3,1% |                                | Dennis Moore (D)         |
| Kansas               | 4         |                               | Todd Tiahrt (R)                           | Carlos Nolla - 42,0%                   | Todd Tiahrt - 54,4%                                                                         | Steven A. Rosile (L) - 3,6% |                                | Todd Tiahrt (R)          |
| Kentucky             | 1         | Ed Whitfield (R)              | Brian Roy - 342,0%                        | Ed Whitfield - 58,0%                   |                                                                                             | Ed Whitfield (R) |                                |                          |
| Kentucky             | 2         | Ron Lewis (R)                 | Brian Pedigo - 34,0%                      | Ron Lewis - 66,0%                      |                                                                                             | Ron Lewis (R) |                                |                          |
| Kentucky             | 3         | Anne Northup (R)              | Eleanor Jordan - 45,0%                    | Anne Northup - 53,0%                   |                                                                                             | Anne Northup (R) |                                |                          |
| Kentucky             | 4         |                               | Ken Lucas (D)                             | Ken Lucas - 55,0%                      | Don Bell - 43,0%                                                                            | Ken Sain (V) - 2,0% |                                | Ken Lucas (D)            |
| Kentucky             | 5         |                               | Hal Rogers (R)                            | Sidney Jane Bailey - 26,0%             | Hal Rogers - 74,0%                                                                          | |                                | Hal Rogers (R)           |
| Kentucky             | 6         | Ernie Fletcher (R)            | Scotty Baesler - 35,0%                    | Ernie Fletcher - 53,0%                 | Gatewood Galbraith (R) - 12,0%                                                              | Ernie Fletcher (R) |                                |                          |
| Louisiana            | 1         | David Vitter (R)              | Michael Armato - 13,0% Cary Deaton - 5,0% | David Vitter - 80,0%                   | Martin Rosenthal (I) - 1,0% John Paul Simanonok (I) - 1,0%                                  | David Vitter (R) |                                |                          |
| Louisiana            | 2         |                               | William J. Jefferson (D)                  | William Jefferson                      | -                                                                                           | |                                | William J. Jefferson (D) |
| Louisiana            | 3         |                               | Billy Tauzin (R)                          | -                                      | Billy Tauzin - 78,0%                                                                        | Eddie Albares (I) - 9,0% Anita Rosenthal (I) - 7,0% Dion Bourque (I) - 6,0%                                                      |                                | Billy Tauzin (R)         |
| Louisiana            | 4         | Jim McCrery (R)               | Phillip Green - 25,0%                     | Jim McCrery - 71,0%                    | Mike Taylor (I) - 2,0% James Ronald Skains (I) - 2,0%                                       | Jim McCrery (R) |                                |                          |
| Louisiana            | 5         | John Cooksey (R)              | Roger Beall - 24,0%                       | John Cooksey - 69,0%                   | Sam Houston Melton (I) - 4,0% Chuck Dumas (I) - 3,0%                                        | John Cooksey (R) |                                |                          |
| Louisiana            | 6         | Richard Baker (R)             | Kathy Rogillio - 30,0%                    | Richard Baker - 68,0%                  | Michael Wolf (I) - 2,0%                                                                     | Richard Baker (R) |                                |                          |
| Louisiana            | 7         |                               | Chris John (D)                            | Chris John - 84,0%                     | -                                                                                           | Michael Harris (I) - 16,0% |                                | Chris John (D)           |
| Maine                | 1         | Tom Allen (D)                 | Tom Allen - 59,8%                         | Jane Amero - 36,5%                     | J. Frederic Staples (L) - 3,6%                                                              | Tom Allen (D) |                                |                          |
| Maine                | 2         | John Baldacci (D)             | Mike Michaud - 73,4%                      | Richard Campbell - 26,6%               |                                                                                             | John Baldacci (D) |                                |                          |
| Maryland             | 1         |                               | Wayne Gilchrest (R)                       | Bennett Bozman - 36,0%                 | Wayne Gilchrest - 64,0%                                                                     | |                                | Wayne Gilchrest (R)      |
| Maryland             | 2         | Robert Ehrlich (R)            | Kenneth Bosley - 31,0%                    | Robert Ehrlich - 69,0%                 |                                                                                             | Robert Ehrlich (R) |                                |                          |
| Maryland             | 3         |                               | Ben Cardin (D)                            | Ben Cardin - 76,0%                     | Colin Harby - 24,0%                                                                         | |                                | Ben Cardin (D)           |
| Maryland             | 4         | Albert Wynn (D)               | Albert Wynn - 88,0%                       | John B. Kimble - 12,0%                 |                                                                                             | Albert Wynn (D) |                                |                          |
| Maryland             | 5         | Steny Hoyer (D)               | Steny Hoyer - 65,0%                       | Thomas Hutchins - 35,0%                |                                                                                             | Steny Hoyer (D) |                                |                          |
| Maryland             | 6         |                               | Roscoe Bartlett (R)                       | Donald DeArmon - 39,0%                 | Roscoe Bartlett - 61,0%                                                                     | |                                | Roscoe Bartlett (R)      |
| Maryland             | 7         |                               | Elijah Cummings (D)                       | Elijah Cummings - 87,0%                | Kenneth Kondner - 13,0%                                                                     | |                                | Elijah Cummings (D)      |
| Maryland             | 8         |                               | Connie Morella (R)                        | Terry Lierman - 46,0%                  | Connie Morella - 52,0%                                                                      | |                                | Connie Morella (R)       |
| Massachusetts        | 1         |                               | John Olver (D)                            | John Olver - 69,0%                     | Peter Abair - 30,0%                                                                         | |                                | John Olver (D)           |
| Massachusetts        | 2         | Richard Neal (D)              | Richard Neal                              | -                                      |                                                                                             | Richard Neal (D) |                                |                          |
| Massachusetts        | 3         | Jim McGovern (D)              | Jim McGovern                              | -                                      |                                                                                             | Jim McGovern (D) |                                |                          |
| Massachusetts        | 4         | Barney Frank (D)              | Barney Frank - 71,0%                      | Martin Travis - 21,0%                  |                                                                                             | Barney Frank (D) |                                |                          |
| Massachusetts        | 5         | Marty Meehan (D)              | Marty Meehan                              | -                                      |                                                                                             | Marty Meehan (D) |                                |                          |
| Massachusetts        | 6         | John Tierney (D)              | John Tierney - 71,0%                      | Paul McCarthy - 29,0%                  |                                                                                             | John Tierney (D) |                                |                          |
| Massachusetts        | 7         | Ed Markey (D)                 | Ed Markey                                 | -                                      |                                                                                             | Ed Markey (D) |                                |                          |
| Massachusetts        | 8         | Mike Capuano (D)              | Mike Capuano                              | -                                      |                                                                                             | Mike Capauano (D) |                                |                          |
| Massachusetts        | 9         | Joe Moakley (D)               | Joe Moakley - 78,0%                       | Janet Jeghelian - 20,0%                |                                                                                             | Stephen Lynch (D) |                                |                          |
| Massachusetts        | 10        | Bill Delahunt (D)             | Bill Delahunt - 74,0%                     | Eric Bleicken - 26,0%                  |                                                                                             | Bill Delahunt (D) |                                |                          |
| Michigan             | 1         | Bart Stupak (D)               | Bart Stupak - 59,0%                       | Chuck Yob - 41,0%                      |                                                                                             | Bart Stupak (D) |                                |                          |
| Michigan             | 2         |                               | Pete Hoekstra (R)                         | Bob Shrauger - 34,0%                   | Pete Hoekstra - 65,0%                                                                       | |                                | Pete Hoekstra (R)        |
| Michigan             | 3         | Vern Ehlers (R)               | Timothy Steele - 34,0%                    | Vern Ehlers - 65,0%                    |                                                                                             | Vern Ehlers (R) |                                |                          |
| Michigan             | 4         | David Lee Camp (R)            | Lawrence Hollenbeck - 30,0%               | David Lee Camp - 68,0%                 | Alan Gamble (V) - 1,0%                                                                      | David Lee Camp (R) |                                |                          |
| Michigan             | 5         |                               | James Barcia (D)                          | James Barcia - 75,0%                   | Ronald Actis - 24,0%                                                                        | |                                | James Barcia (D)         |
| Michigan             | 6         |                               | Fred Upton (R)                            | James Bupp - 30,0%                     | Fred Upton - 68,0%                                                                          | |                                | Fred Upton (R)           |
| Michigan             | 7         | Nick Smith (R)                | Jennie Crittendon - 36,0%                 | Nick Smith - 62,0%                     |                                                                                             | Nick Smith (R) |                                |                          |
| Michigan             | 8         |                               | Debbie Stabenow (D)                       | Dianne Byrum - 48,75%                  | Mike Rogers - 48,78%                                                                        | Bonnie Bucqueroux (C) - 1,0% | Mike Rogers (R)                |                          |
| Michigan             | 9         | Dale E. Kildee (D)            | Dale E. Kildee - 62,0%                    | Grant Garrett - 36,0%                  |                                                                                             | | Dale E. Kildee (D)             |                          |
| Michigan             | 10        | David Bonior (D)              | David Bonior - 65,0%                      | Tom Turner - 34,0%                     |                                                                                             | David Bonior (D) |                                |                          |
| Michigan             | 11        |                               | Joe Knollenberg (R)                       | Matthew Frumin - 41,0%                 | Joe Knollenberg - 56,0%                                                                     | Marilyn MacDermaid (V) - 1,0% |                                | Joe Knollenberg (R)      |
| Michigan             | 12        |                               | Sander Levin (D)                          | Sander Levin - 65,0%                   | Bart Baron - 33,0%                                                                          | Tom Ness (V) - 2,0% |                                | Sander Levin (D)         |
| Michigan             | 13        | Lynn N. Rivers (D)            | Lynn N. Rivers - 65,0%                    | Carl Barry - 33,0%                     |                                                                                             | Lynn N. Rivers (D) |                                |                          |
| Michigan             | 14        | John Conyers (D)              | John Conyers - 90,0%                      | William Ashe - 10,0%                   |                                                                                             | John Conyers (D) |                                |                          |
| Michigan             | 15        | Carolyn Cheeks Kilpatrick (D) | Carolyn Cheeks Kilpatrick - 90,0%         | Chrysanthea Boyd-Fields - 10,0%        |                                                                                             | Carolyn Cheeks Kilpatrick (D) |                                |                          |
| Michigan             | 16        | John Dingell (D)              | John Dingell - 71,0%                      | William Morse - 27,0%                  |                                                                                             | John Dingell (D) |                                |                          |
| Minnesota            | 1         |                               | Gil Gutknecht (R)                         | Mary Rieder - 41,6%                    | Gil Gutknecht - 56,4%                                                                       | Rich Osness (L) - 1,9% |                                | Gil Gutknecht (R)        |
| Minnesota            | 2         |                               | David Minge (DFL)                         | David Minge - 48,0%                    | Mark Kennedy - 48,1%                                                                        | Gerald W. Brekke (I) - 2,7% Ron Helwig (L) - 0,7% Dennis A. Burda (C) - 0,5%                                                     | Mark Kennedy (R)               |                          |
| Minnesota            | 3         |                               | Jim Ramstad (R)                           | Sue Shuff - 29,9%                      | Jim Ramstad - 67,6%                                                                         | Bob Odden (L) - 1,6% Arne Niksa (C) - 0,9%                                                                                       | Jim Ramstad (R)                |                          |
| Minnesota            | 4         |                               | Nessuno                                   | Betty McCollum - 48,0%                 | Linda Runbeck - 30,9%                                                                       | Tom Foley (I) - 20,6% Nicholas Skrivanek (C) - 0,5%                                                                              |                                | Betty McCollum (DFL)     |
| Minnesota            | 5         |                               | Martin Olav Sabo (DFL)                    | Martin Olav Sabo - 69,2%               | Frank Taylor - 22,8%                                                                        | Rob Tomich (I) 4,4% Renee Lavoi (C) 1,8% Chuck P. Charnstrom (L) - 1,8%                                                          | Martin Olav Sabo (DFL)         |                          |
| Minnesota            | 6         | Bill Luther (DFL)             | Bill Luther - 49,6%                       | John Kline - 48,0%                     | Ralph A. Hubbard (C) - 2,4%                                                                 | Bill Luther (DFL) |                                |                          |
| Minnesota            | 7         | Collin Peterson (DFL)         | Collin Peterson - 68,7%                   | Glen Menze - 29,3%                     | Owen Siverston (C) - 2,1%                                                                   | Collin Peterson (DFL) |                                |                          |
| Minnesota            | 8         | Jim Oberstar (DFL)            | Jim Oberstar - 67,9%                      | Bob Lemen - 25,8%                      | Mike Darling (I) - 6,4%                                                                     | Jim Oberstar (DFL) |                                |                          |
| Mississippi          | 1         |                               | Roger Wicker (R)                          | Joey Grist - 28,6%                     | Roger Wicker - 69,8%                                                                        | Chris Lawrence (L) - 1,6% |                                | Roger Wicker (R)         |
| Mississippi          | 2         |                               | Bennie Thompson (D)                       | Bennie Thompson - 65,1%                | Hardy Caraway - 31,2%                                                                       | William G. Chipman (L) - 2,5% Lee Dilworth - 1,2%                                                                                |                                | Bennie Thompson (D)      |
| Mississippi          | 3         |                               | Chip Pickering (R)                        | William Clay Thrash - 25,7%            | Chip Pickering - 73,2%                                                                      | Ernie John Hopkins (L) - 1,3% Betty Pharr - 0,8%                                                                                 |                                | Chip Pickering (R)       |
| Mississippi          | 4         |                               | Ronnie Shows (D)                          | Ronnie Shows - 58,1%                   | Dunn Lampton - 28,9%                                                                        | Wayne Parker (L) - 2,0% Thomas Huffmaster - 1,5%                                                                                 |                                | Ronnie Shows (D)         |
| Mississippi          | 5         | Gene Taylor (D)               | Gene Taylor - 78,8%                       | Randy McDonnell - 18,2%                | Wayne Parker (L) - 1,5% Katie Perrone - 1,5%                                                | Gene Taylor (D) |                                |                          |
| Missouri             | 1         | Bill Clay (D)                 | Lacy Clay - 76,0%                         | Dwight Billingsly - 22,0%              | Brenda Reddick (V) - 2,9%                                                                   | Lacy Clay (D) |                                |                          |
| Missouri             | 2         |                               | Jim Talent (R)                            | Ted House - 43,0%                      | Todd Akin - 56,0%                                                                           | Mike Odell (V) - 1,0% |                                | Todd Akin (R)            |
| Missouri             | 3         |                               | Dick Gephardt (D)                         | Dick Gephardt - 58,0%                  | Bill Federer - 40,0%                                                                        | Mary Maroney (V) - 1,0% |                                | Dick Gephardt (D)        |
| Missouri             | 4         | Ike Skelton (D)               | Ike Skelton - 67,0%                       | Jim Noland - 32,0%                     |                                                                                             | Ike Skelton (D) |                                |                          |
| Missouri             | 5         | Karen McCarthy (D)            | Karen McCarthy - 69,0%                    | Steve Gordon - 29,0%                   | Charles Reitz (V) - 1,0%                                                                    | Karen McCarthy (D) |                                |                          |
| Missouri             | 6         | Pat Danner (D)                | Steve Danner - 47,0%                      | Sam Graves - 51,0%                     |                                                                                             | | Sam Graves (R)                 |                          |
| Missouri             | 7         |                               | Roy Blunt (R)                             | Charles Christrup - 24,0%              | Roy Blunt - 74,0%                                                                           | | Roy Blunt (R)                  |                          |
| Missouri             | 8         | Jo Ann Emerson (R)            | Bob Camp - 29,0%                          | Jo Ann Emerson - 70,0%                 | Tom Sager (V) - 1,0%                                                                        | Jo Ann Emerson (R) |                                |                          |
| Missouri             | 9         | Kenny Hulshof (R)             | Steven Carroll - 39,0%                    | Kenny Hulshof - 60,0%                  | Devin Scherubel (V) - 1,0%                                                                  | Kenny Hulshof (R) |                                |                          |
| Montana              | Unico     | Rick Hill (R)                 | Nancy Keenan - 46,3%                      | Denny Rehberg - 51,5%                  | James Tikalsky (L) - 2,2%                                                                   | Denny Rehberg (R) |                                |                          |
| Nebraska             | 1         | Doug Bereuter (R)             | Alan Jacobsen - 31,0%                     | Doug Bereuter - 66,2%                  | David Oenbring (L) - 2,6%                                                                   | Doug Bereuter (R) |                                |                          |
| Nebraska             | 2         | Lee Terry (R)                 | Shelley Kiel - 31,0%                      | Lee Terry - 65,8%                      | John Graziano (L) - 3,0%                                                                    | Lee Terry (R) |                                |                          |
| Nebraska             | 3         | Tom Osborne (R)               | Roland Reynolds - 15,7%                   | Tom Osborne - 82,0%                    | Jerry Hickman (L) - 2,2%                                                                    | Tom Osborne (R) |                                |                          |
| Nevada               | 1         |                               | Shelley Berkley (D)                       | Shelley Berkley - 52,0%                | Jon Porter - 45,0%                                                                          | |                                | Shelley Berkley (D)      |
| Nevada               | 2         |                               | Jim Gibbons (R)                           | Tierney Cahill - 30,0%                 | Jim Gibbons - 64,0%                                                                         | Charles Laws (V) - 2,0% |                                | Jim Gibbons (R)          |
| New Hampshire        | 1         | John E. Sununu (R)            | Martha Fuller Clark - 45,1%               | John E. Sununu - 52,9%                 | Dan Belforti (L) - 2,0%                                                                     | John E. Sununu (R) |                                |                          |
| New Hampshire        | 2         | Charles Bass (R)              | Barney Brannen - 40,7%                    | Charles Bass - 56,2%                   | Brian Christeson (L) - 2,3% Roy Kendel (CL) - 0,8%                                          | Charles Bass (R) |                                |                          |
| New Jersey           | 1         |                               | Rob Andrews (D)                           | Rob Andrews - 77,0%                    | Charlene Cathcart - 22,0%                                                                   | Catherine Parrish (V) - 1,0% |                                | Rob Andrews (D)          |
| New Jersey           | 2         |                               | Frank LoBiondo (R)                        | Edward Janosik - 32,0%                 | Frank LoBiondo - 67,0%                                                                      | Robert Gabrielsky (V) - 1,0% |                                | Frank LoBiondo (R)       |
| New Jersey           | 3         | Jim Saxton (R)                | Susan Bass Levin - 42,0%                  | Jim Sexton - 58,0%                     | Aaron M. Kromash (V) - 1,0%                                                                 | Jim Sexton (R) |                                |                          |
| New Jersey           | 4         | Chris Smith (R)               | Reed Gusciora - 36,0%                     | Chris Smith - 64,0%                    | Stuart Chaifetz (V) - 1,0%                                                                  | Chris Smith (R) |                                |                          |
| New Jersey           | 5         | Marge Roukema (R)             | Linda Mercurio - 31,0%                    | Marge Roukema - 66,0%                  |                                                                                             | Marge Roukema (R) |                                |                          |
| New Jersey           | 6         |                               | Frank Pallone (D)                         | Frank Pallone - 68,0%                  | Brian Kennedy - 30,0%                                                                       | Earl Gray (V) - 2,0% |                                | Frank Pallone (D)        |
| New Jersey           | 7         |                               | Bob Franks (R)                            | Maryanne Connelly - 48,0%              | Mike Ferguson - 50,0%                                                                       | Jerry L. Coleman (V) - 2,0% |                                | Mike Ferguson (R)        |
| New Jersey           | 8         |                               | Bill Pascrell                             | Bill Pascrell - 68,0%                  | Anthony Fusco - 31,0%                                                                       | Joseph Fortunato (V) - 2,0% |                                | Bill Pascrell (D)        |
| New Jersey           | 9         | Steve Rothman (D)             | Steve Rothman - 68,0%                     | Joseph Tedeschi - 31,0%                | Lewis Pell (V) - 1,0%                                                                       | Steve Rothman (D) |                                |                          |
| New Jersey           | 10        | Donald M. Payne (D)           | Donald M. Payne - 88,0%                   | Dirk Weber - 12,0%                     |                                                                                             | Donald M. Payne (D) |                                |                          |
| New Jersey           | 11        |                               | Rodney Frelinghuysen (R)                  | John Scollo - 30,0%                    | Rodney Frelinghuysen - 68,0%                                                                | John Piekarski (V) - 2,0% |                                | Rodney Frelinghuysen (R) |
| New Jersey           | 12        |                               | Rush D. Holt, Jr. (D)                     | Rush D. Holt, Jr. - 49,0%              | Dick Zimmer - 49,0%                                                                         | Carl Mayer (V) - 2,0% |                                | Rush D. Holt, Jr. (D)    |
| New Jersey           | 13        | Bob Menendez (D)              | Bob Menendez - 79,0%                      | Theresa de Leon - 19,0%                | Claudette Meliere (V) - 2,0%                                                                | Bob Menendez (D) |                                |                          |
| New York             | 1         | Michael Forbes (D)            | Regina Seltzer - 41,0%                    | Felix Grucci - 56,0%                   | Michael Forbes (I) - 3,0%                                                                   | | Tim Bishop (D)                 |                          |
| New York             | 2         |                               | Rick Lazio (R)                            | Steve Israel - 48,0%                   | Joan Johnson - 34,0%                                                                        | Robert Walsh (I) - 6,0% Richard Thompson (I) - 6,0% David Bishop (I) - 6,0%                                                      |                                | Steve Israel (D)         |
| New York             | 3         | Peter T. King (R)             | Dal Lamagna - 40,0%                       | Peter T. King - 60,0%                  |                                                                                             | | Peter T. King (R)              |                          |
| New York             | 4         |                               | Carolyn McCarthy (D)                      | Carolyn McCarthy - 61,0%               | Gregory Becker - 39,0%                                                                      | |                                | Carolyn McCarthy (D)     |
| New York             | 5         | Gary Ackerman (D)             | Gary Ackerman - 68,0%                     | Edward Elkowitz - 31,0%                |                                                                                             | Gary Ackerman (D) |                                |                          |
| New York             | 6         | Gregory Meeks (D)             | Gregory Meeks                             | -                                      |                                                                                             | Gregory Meeks (D) |                                |                          |
| New York             | 7         | Joseph Crowley (D)            | Joe Crowley - 71,0%                       | Rose Birtley - 23,0%                   | Paul Gilman (V) - 1,0%                                                                      | Joe Crowley (D) |                                |                          |
| New York             | 8         | Jerrold Nadler (D)            | Jerrold Nadler - 81,0%                    | Marian Henry - 16,0%                   | Dan Wentzel (V) - 3,0%                                                                      | Jerrold Nadler (D) |                                |                          |
| New York             | 9         | Anthony Weiner (D)            | Anthony Weiner - 68,0%                    | Noach Dear - 32,0%                     |                                                                                             | Anthony Weiner (D) |                                |                          |
| New York             | 10        | Edolphus Towns (D)            | Edolphus Towns - 90,0%                    | Ernestine Brown - 6,0%                 |                                                                                             | Edolphus Towns (D) |                                |                          |
| New York             | 11        | Major Owens (D)               | Major Owens - 88,0%                       | Susan Cleary - 7,0%                    |                                                                                             | Major Owens (D) |                                |                          |
| New York             | 12        | Nydia Velázquez (D)           | Nydia Velázquez - 86,0%                   | Rosemarie Markgraf - 12,0%             |                                                                                             | Nydia Velázquez (D) |                                |                          |
| New York             | 13        |                               | Vito Fossella (R)                         | Katina Johnstone - 34,0%               | Vito Fossella - 65,0%                                                                       | |                                | Vito Fossella (R)        |
| New York             | 14        |                               | Carolyn B. Maloney (D)                    | Carolyn Maloney - 74,0%                | Carla Rhodes - 23,0%                                                                        | Sandy Stevens (V) - 2,0% |                                | Carolyn Maloney (D)      |
| New York             | 15        | Charles Rangel (D)            | Charles Rangel - 91,0%                    | Jose Augustin Suero - 6,0%             | Dean Loren (V) - 2,0%                                                                       | Charles Rangel (D) |                                |                          |
| New York             | 16        | José Serrano (D)              | José Serrano - 96,0%                      | Aaron Justice - 4,0%                   |                                                                                             | José Serrano (D) |                                |                          |
| New York             | 17        | Eliot Engel (D)               | Eliot Engel - 89,0%                       | Patrick McManus - 11,0%                |                                                                                             | Eliot Engel (D) |                                |                          |
| New York             | 18        | Nita Lowey (D)                | Nita Lowey - 67,0%                        | John Vonglis - 32,0%                   |                                                                                             | Nita Lowey (D) |                                |                          |
| New York             | 19        |                               | Sue Kelly (R)                             | Lawrence Otis Graham - 36,0%           | Sue Kelly - 61,0%                                                                           | Mark Jacobs (V) - 2,0% |                                | Sue Kelly (R)            |
| New York             | 20        | Ben Gilman (R)                | Paul Feiner - 41,0%                       | Ben Gilman - 58,0%                     |                                                                                             | Ben Gilman(R) |                                |                          |
| New York             | 21        |                               | Michael McNulty (D)                       | Michael McNulty - 74,0%                | Thomas Pillsworth - 26,0%                                                                   | |                                | Michael McNulty (D)      |
| New York             | 22        |                               | John E. Sweeney (R)                       | Kenneth McCallion - 31,0%              | John E. Sweeney - 69,0%                                                                     | |                                | John E. Sweeney (R)      |
| New York             | 23        | Sherwood Boehlert (R)         | Richard Englebrecht - 20,0%               | Sherwood Boehlert - 60,0%              |                                                                                             | John McHugh (R) |                                |                          |
| New York             | 24        | John McHugh (R)               | Neil Tallon - 23,0%                       | John McHugh - 75,0%                    |                                                                                             | John McHugh (R) |                                |                          |
| New York             | 25        | James T. Walsh (R)            | Francis Gavin - 30,0%                     | James T. Walsh - 69,0%                 | Howie Hawkins (V) - 2,0%                                                                    | James T. Walsh (R) |                                |                          |
| New York             | 26        |                               | Maurice Hinchey (D)                       | Maurice Hinchey - 62,0%                | Bob Moppert - 38,0%                                                                         | |                                | Maurice Hinchey (D)      |
| New York             | 27        |                               | Thomas M. Reynolds (R)                    | Thomas Pecoraro - 30,0%                | Thomas M. Reynolds - 70,0%                                                                  | |                                | Thomas M. Reynolds (R)   |
| New York             | 28        |                               | Louise Slaughter (D)                      | Louise Slaughter - 66,0%               | Mark Johns - 33,0%                                                                          | Eve Hawkins (V) - 1,0% |                                | Louise Slaughter (D)     |
| New York             | 29        | John J. LaFalce (D)           | John J. LaFalce - 61,0%                   | Brett Sommer - 39,0%                   |                                                                                             | John J. LaFalce (D) |                                |                          |
| New York             | 30        |                               | Jack Quinn (R)                            | John Fee - 33,0%                       | Jack Quinn - 67,0%                                                                          | |                                | Jack Quinn (R)           |
| New York             | 31        | Amo Houghton (R)              | Kisun Peters - 23,0%                      | Amo Houghton - 77,0%                   |                                                                                             | Amo Houghton (R) |                                |                          |
| Nuovo Messico        | 1         | Heather Wilson (R)            | John Kelly - 44,0%                        | Heather Wilson - 51,0%                 | Dan Kerlinsky (V) - 6,0%                                                                    | Heather Wilson (R) |                                |                          |
| Nuovo Messico        | 2         | Joe Skeen (R)                 | Michael Montoya - 42,0%                   | Joe Skeen - 58,0%                      |                                                                                             | Joe Skeen (R) |                                |                          |
| Nuovo Messico        | 3         |                               | Tom Udall (D)                             | Tom Udall - 67,0%                      | Lisa L. Lutz - 33,0%                                                                        | |                                | Tom Udall (D)            |
| Ohio                 | 1         |                               | Steve Chabot (R)                          | John Cranley - 45,0%                   | Steve Chabot - 54,0%                                                                        | |                                | Steve Chabot (R)         |
| Ohio                 | 2         | Rob Portman (R)               | Charles W. Sanders - 24,0%                | Rob Portman - 74,0%                    |                                                                                             | Rob Portman (R) |                                |                          |
| Ohio                 | 3         |                               | Tony Hall (D)                             | Tony Hall - 83,0%                      | -                                                                                           | |                                | Tony Hall (D)            |
| Ohio                 | 4         |                               | Mike Oxley (R)                            | Daniel Dickman - 30,0%                 | Mike Oxley - 68,0%                                                                          | |                                | Mike Oxley (R)           |
| Ohio                 | 5         | Paul Gillmor (R)              | Dannie Edmon - 26,0%                      | Paul Gillmor - 70,0%                   | John Green (I) - 5,3%                                                                       | Paul Gillmor (R) |                                |                          |
| Ohio                 | 6         |                               | Ted Strickland (D)                        | Ted Strickland - 58,0%                 | Mike Azinger - 41,0%                                                                        | |                                | Ted Strickland (D)       |
| Ohio                 | 7         |                               | Dave Hobson (R)                           | Donald Minor - 25,0%                   | Dave Hobson - 68,0%                                                                         | |                                | Dave Hobson (R)          |
| Ohio                 | 8         | John Boehner (R)              | John Parks - 27,0%                        | John Boehner - 71,0%                   |                                                                                             | Warren Davidson (R) |                                |                          |
| Ohio                 | 9         |                               | Marcy Kaptur (D)                          | Marcy Kaptur - 75,0%                   | Dwight Bryan - 23,0%                                                                        | |                                | Marcy Kaptur (D)         |
| Ohio                 | 10        | Dennis Kucinich (D)           | Dennis Kucinich - 76,0%                   | Bill Smith - 23,0%                     |                                                                                             | Dennis Kucinich (D) |                                |                          |
| Ohio                 | 11        | Stephanie Tubbs Jones (D)     | Stephanie Tubbs Jones - 86,0%             | James Sykora - 12,0%                   |                                                                                             | Stephanie Tubbs Jones (D) |                                |                          |
| Ohio                 | 12        |                               | Pat Tiberi (R)                            | Maryellen O'Shaughnessy - 44,0%        | Pat Tiberi - 53,0%                                                                          | |                                | Pat Tiberi (R)           |
| Ohio                 | 13        |                               | Sherrod Brown (D)                         | Sherrod Brown - 65,0%                  | Rick Jeric - 33,0%                                                                          | |                                | Sherrod Brown (D)        |
| Ohio                 | 14        | Thomas C. Sawyer (D)          | Thomas C. Sawyer - 65,0%                  | Rick Wood - 32,0%                      |                                                                                             | Thomas C. Sawyer (D) |                                |                          |
| Ohio                 | 15        |                               | Deborah Pryce (R)                         | Bill Buckel - 28,0%                    | Deborah Pryce - 68,0%                                                                       | |                                | Deborah Pryce (R)        |
| Ohio                 | 16        | Ralph Regula (R)              | William Smith - 27,0%                     | Ralph Regula - 70,0%                   |                                                                                             | Ralph Regula (R) |                                |                          |
| Ohio                 | 17        |                               | James Traficant (D)                       | James Traficant - 50,0%                | Paul Alberty - 23,0%                                                                        | |                                | James Traficant (D)      |
| Ohio                 | 18        |                               | Bob Ney (R)                               | Marc Guthrie - 34,0%                   | Bob Ney - 65,0%                                                                             | |                                | Bob Ney (R)              |
| Ohio                 | 19        | Steve LaTourette (R)          | Dale Virgil Blanchard - 28,0%             | Steve LaTourette - 70,0%               |                                                                                             | Bob Ney (R) |                                |                          |
| Oklahoma             | 1         | Steve Largent (R)             | Dan Lowe - 30,0%                          | Steve Largent - 70,0%                  |                                                                                             | Steve Largent (R) |                                |                          |
| Oklahoma             | 2         | Tom Coburn (R)                | Brad Carson - 55,0%                       | Andy Ewing - 42,0%                     |                                                                                             | | Brad Carson (D)                |                          |
| Oklahoma             | 3         | Wes Watkins (R)               | -                                         | Wes Watkins - 76,0%                    |                                                                                             | | Wes Watkins (R)                |                          |
| Oklahoma             | 4         | J. C. Watts (R)               | Larry Weatherford - 32,0%                 | J. C. Watts - 65,0%                    |                                                                                             | J. C. Watts (R) |                                |                          |
| Oklahoma             | 5         | Ernest Istook (R)             | Garland McWatters - 28,0%                 | Ernest Istook - 69,0%                  |                                                                                             | Ernest Istook (R) |                                |                          |
| Oklahoma             | 6         | Frank Lucas (R)               | Randy Beutler - 40,0%                     | Frank Lucas - 60,0%                    |                                                                                             | Frank Lucas (R) |                                |                          |
| Oregon               | 1         |                               | David Wu (D)                              | David Wu - 59,0%                       | Charles Starr - 39,0%                                                                       | |                                | David Wu (D)             |
| Oregon               | 2         |                               | Greg Walden (R)                           | Walter Ponsford - 26,0%                | Greg Walden - 74,0%                                                                         | |                                | Greg Walden (R)          |
| Oregon               | 3         |                               | Earl Blumenauer (D)                       | Earl Blumenauer - 68,0%                | Jeffery Pollock - 24,0%                                                                     | Tre Arrow (V) - 6,0% |                                | Earl Blumenauer (D)      |
| Oregon               | 4         | Peter DeFazio (D)             | Peter DeFazio - 69,0%                     | John Lindsey - 31,0%                   |                                                                                             | Peter DeFazio (D) |                                |                          |
| Oregon               | 5         | Darlene Hooley (D)            | Darlene Hooley - 57,0%                    | Brian Boquist - 43,0%                  |                                                                                             | Darlene Hooley (D) |                                |                          |
| Pennsylvania         | 1         | Bob Brady (D)                 | Bob Brady - 88,0%                         | Steven Kush - 12,0%                    |                                                                                             | Bob Brady (D) |                                |                          |
| Pennsylvania         | 2         | Chaka Fattah (D)              | Chaka Fattah - 99,0%                      | -                                      |                                                                                             | Chaka Fattah (D) |                                |                          |
| Pennsylvania         | 3         | Robert A. Borski, Jr. (D)     | Robert A. Borski, Jr. - 69,0%             | Charles F. Dougherty - 31,0%           |                                                                                             | Robert A. Borski, Jr. (D) |                                |                          |
| Pennsylvania         | 4         | Ron Klink (D)                 | Terry Van Horne - 41,0%                   | Melissa Hart - 59,0%                   |                                                                                             | | Melissa Hart (R)               |                          |
| Pennsylvania         | 5         |                               | John E. Peterson (R)                      | -                                      | John E. Peterson - 86,0%                                                                    | William M. Belitskus (V) - 8,0%                                                                                                  | John E. Peterson (R)           |                          |
| Pennsylvania         | 6         |                               | Tim Holden (D)                            | Tim Holden - 67,0%                     | Thomas Kopel - 33,0%                                                                        | |                                | Tim Holden (D)           |
| Pennsylvania         | 7         |                               | Curt Weldon (R)                           | Peter Lennon - 35,0%                   | Curt Weldon - 65,0%                                                                         | |                                | Curt Weldon (R)          |
| Pennsylvania         | 8         | James C. Greenwood (R)        | Ronald Strouse - 39,0%                    | James C. Greenwood - 60,0%             |                                                                                             | James C. Greenwood (R) |                                |                          |
| Pennsylvania         | 9         | Bill Shuster (R)              | -                                         | Bill Shuster                           |                                                                                             | Bill Shuster (R) |                                |                          |
| Pennsylvania         | 10        | Don Sherwood (R)              | Don Sherwood - 53,0%                      | Patrick Casey - 47,0%                  |                                                                                             | Don Sherwood (R) |                                |                          |
| Pennsylvania         | 11        |                               | Paul Kanjorski (D)                        | Paul Kanjorski - 66,0%                 | Stephen Urban - 34,0%                                                                       | |                                | Paul Kanjorski (D)       |
| Pennsylvania         | 12        | John Murtha (D)               | John Murtha - 71,0%                       | Bill Choby - 28,0%                     |                                                                                             | John Murtha (D) |                                |                          |
| Pennsylvania         | 13        | Joe Hoeffel (D)               | Joe Hoeffel - 53,0%                       | Stewart Greenleaf - 46,0%              |                                                                                             | Joe Hoeffel (D) |                                |                          |
| Pennsylvania         | 14        | William J. Coyne (D)          | William J. Coyne                          | -                                      |                                                                                             | William J. Coyne (D) |                                |                          |
| Pennsylvania         | 15        |                               | Pat Toomey (R)                            | Ed O'Brien - 47,0%                     | Pat Toomey - 53,0%                                                                          | |                                | Pat Toomey (R)           |
| Pennsylvania         | 16        | Joe Pitts (R)                 | Robert Yorczyk - 33,0%                    | Joe Pitts - 67,0%                      |                                                                                             | Joe Pitts (R) |                                |                          |
| Pennsylvania         | 17        | George Gekas (R)              | Leslye Hess Herrmann - 28,0%              | George Gekas - 72,0%                   |                                                                                             | George Gekas (R) |                                |                          |
| Pennsylvania         | 18        |                               | Michael Doyle (D)                         | Michael Doyle - 69,0%                  | Craig Stephens - 31,0%                                                                      | |                                | Michael Doyle (D)        |
| Pennsylvania         | 19        |                               | William F. Goodling (R)                   | Jeff Sanders - 27,0%                   | Todd Platts - 73,0%                                                                         | |                                | Todd Platts (R)          |
| Pennsylvania         | 20        |                               | Frank Mascara (D)                         | Frank Mascara - 64,0%                  | Ronald Davis - 36,0%                                                                        | |                                | Michael Doyle (D)        |
| Pennsylvania         | 21        |                               | Phil English (R)                          | Marc Flitter - 39,0%                   | Phil English - 61,0%                                                                        | |                                | Phil English (R)         |
| Rhode Island         | 1         |                               | Patrick Kennedy (D)                       | Patrick Kennedy - 67,0%                | Steve Cabral - 33,0%                                                                        | |                                | Patrick Kennedy (D)      |
| Rhode Island         | 2         | James Langevin (D)            | James Langevin - 62,0%                    | Robert Tingle - 14,0%                  | Rodney Driver (I) - 21,0% Dorman Hayes (V) - 2,0%                                           | James Langevin (D) |                                |                          |
| Tennessee            | 1         |                               | Bill Jenkins (R)                          | -                                      | Bill Jenkins                                                                                | |                                | Bill Jenkins (R)         |
| Tennessee            | 2         | Jimmy Duncan (R)              | -                                         | Jimmy Duncan - 90,0%                   |                                                                                             | Jimmy Duncan (R) |                                |                          |
| Tennessee            | 3         | Zach Wamp (R)                 | William Callaway - 35,0%                  | Zach Wamp - 64,0%                      |                                                                                             | Zach Wamp (R) |                                |                          |
| Tennessee            | 4         | Van Hilleary (R)              | David Dunaway - 34,0%                     | Van Hilleary - 66,0%                   |                                                                                             | Van Hilleary (R) |                                |                          |
| Tennessee            | 5         |                               | Bob Clement (D)                           | Bob Clement - 73,0%                    | Stan Scott - 27,0%                                                                          | |                                | Bob Clement (D)          |
| Tennessee            | 6         | Bart Gordon (D)               | Bart Gordon - 63,0%                       | David Charles - 37,0%                  |                                                                                             | Bart Gordon (D) |                                |                          |
| Tennessee            | 7         |                               | Ed Bryant (R)                             | Richard Sims - 30,0%                   | Ed Bryant - 70,0%                                                                           | |                                | Ed Bryant (R)            |
| Tennessee            | 8         |                               | John Tanner (D)                           | John Tanner - 72,0% Bill Yancy - 28,0% | -                                                                                           | |                                | John Tanner (D)          |
| Tennessee            | 9         | Harold Ford (D)               | Harold Ford                               | -                                      |                                                                                             | Harold Ford (D) |                                |                          |
| Texas                | 1         | Max Sandlin (D)               | Max Sandlin - 56,0%                       | Noble Willingham - 44,0%               |                                                                                             | Max Sandlin (D) |                                |                          |
| Texas                | 2         | Jim Turner (D)                | Jim Turner                                | -                                      |                                                                                             | Jim Turner (D) |                                |                          |
| Texas                | 3         |                               | Sam Johnson (R)                           | Billy Wayne Zachary - 26,0%            | Sam Johnson - 72,0%                                                                         | |                                | Sam Johnson (R)          |
| Texas                | 4         |                               | Ralph Hall (R)                            | Jon Newton - 38,0%                     | Ralph Hall - 61,0%                                                                          | |                                | Ralph Hall (R)           |
| Texas                | 5         |                               | Pete Sessions (R)                         | Regina Montoya Coggins - 45,0%         | Pete Sessions - 55,0%                                                                       | |                                | Pete Sessions (R)        |
| Texas                | 6         | Joe Barton (R)                | -                                         | Joe Barton - 89,0%                     |                                                                                             | Joe Barton (R) |                                |                          |
| Texas                | 7         | John Culberson (R)            | Jeff Sell - 25,0                          | John Culberson - 74,0%                 |                                                                                             | John Culberson (R) |                                |                          |
| Texas                | 8         | Kevin Brady (R)               | -                                         | Kevin Brady - 92,0%                    |                                                                                             | Kevin Brady (R) |                                |                          |
| Texas                | 9         |                               | Nick Lampson (D)                          | Nick Lampson - 60,0%                   | Paul Williams - 40,0%                                                                       | |                                | Nick Lampson (D)         |
| Texas                | 10        | Lloyd Doggett (D)             | Lloyd Doggett - 85,0%                     | -                                      |                                                                                             | Lloyd Doggett (D) |                                |                          |
| Texas                | 11        | Chet Edwards (D)              | Chet Edwards - 55,0%                      | Ramsey Farley - 45,0%                  |                                                                                             | Chet Edwards (D) |                                |                          |
| Texas                | 12        |                               | Kay Granger (R)                           | Mark Greene - 36,0%                    | Kay Granger - 63,0%                                                                         | |                                | Kay Granger (R)          |
| Texas                | 13        | Mac Thornberry (R)            | Curtis Clinesmith - 36,0%                 | Mac Thornberry - 68,0%                 |                                                                                             | Mac Thornberry (R) |                                |                          |
| Texas                | 14        | Ron Paul (R)                  | Loy Sneary - 40,0%                        | Ron Paul - 60,0%                       |                                                                                             | Ron Paul (R) |                                |                          |
| Texas                | 15        |                               | Rubén Hinojosa (D)                        | Rubén Hinojosa - 89,0%                 | -                                                                                           | Frank L. Jones III (I) - 11,0%                                                                                                   |                                | Rubén Hinojosa (D)       |
| Texas                | 16        | Silvestre Reyes (D)           | Silvestre Reyes - 69,0%                   | Daniel Power - 31,0%                   |                                                                                             | Silvestre Reyes (D) |                                |                          |
| Texas                | 17        | Charles Stenholm (D)          | Charles Stenholm - 60,0%                  | Darrell Clements - 36,0%               |                                                                                             | Charles Stenholm (D) |                                |                          |
| Texas                | 18        | Sheila Jackson Lee (D)        | Sheila Jackson Lee - 77,0%                | Bob Levy - 23,0%                       |                                                                                             | Sheila Jackson Lee (D) |                                |                          |
| Texas                | 19        |                               | Larry Combest (R)                         | -                                      | Larry Combest - 92,0%                                                                       | |                                | Larry Combest (R)        |
| Texas                | 20        |                               | Charlie González (D)                      | Charlie González - 88,0%               | -                                                                                           | Alejandro DePeña (I) - 12,0% |                                | Charlie González (D)     |
| Texas                | 21        |                               | Lamar Smith (R)                           | Joann Matranga - 37,0%                 | Lamar Smith - 61,0%                                                                         | |                                | Lamar Smith (R)          |
| Texas                | 22        | Tom DeLay (R)                 | Hill Kemp - 34,0%                         | Tom DeLay - 66,0%                      |                                                                                             | Tom DeLay (R) |                                |                          |
| Texas                | 23        | Henry Bonilla (R)             | Isidro Garza - 39,0%                      | Henry Bonilla - 60,0%                  |                                                                                             | Henry Bonilla (R) |                                |                          |
| Texas                | 24        |                               | Martin Frost (D)                          | Martin Frost - 62,0%                   | Bryndan Wright - 37,0%                                                                      | |                                | Martin Frost (D)         |
| Texas                | 25        | Ken Bentsen (D)               | Ken Bentsen - 60,0%                       | Phil Sudan - 39,0%                     |                                                                                             | Ken Bentsen (D) |                                |                          |
| Texas                | 26        |                               | Dick Armey (R)                            | Steve Love - 26,0%                     | Dick Armey - 73,0%                                                                          | |                                | Dick Armey (R)           |
| Texas                | 27        |                               | Solomon Ortiz (D)                         | Solomon Ortiz - 64,0%                  | Pat Ahumada - 34,0%                                                                         | |                                | Solomon Ortiz (D)        |
| Texas                | 28        | Ciro Rodriguez (D)            | Ciro Rodriguez - 89,0%                    | -                                      | William Stallknecht (I) - 11,0%                                                             | Ciro Rodriguez (D) |                                |                          |
| Texas                | 29        | Gene Green (D)                | Gene Green - 74,0%                        | Joe Vu - 26,0%                         |                                                                                             | Gene Green (D) |                                |                          |
| Texas                | 30        | Eddie Bernice Johnson (D)     | Eddie Bernice Johnson - 92,0%             | -                                      |                                                                                             | Eddie Bernice Johnson (D) |                                |                          |
| Utah                 | 1         |                               | James V. Hansen (R)                       | Kathleen McConkie Collinwood - 27,2%   | James V. Hansen - 69,0%                                                                     | Hartley D. Anderson (I) - 1,9% Dave Starr Seely (L) - 1,2% Matthew D. Frandsen - 0,7%                                            |                                | James V. Hansen (R)      |
| Utah                 | 2         | Merrill Cook (R)              | Jim Matheson - 55,9%                      | Derek Smith - 41,3%                    | Bruce Bangerter (I) - 1,8% Peter Pixton (L) - 0,8% Steven Alberts Voris (I) - 0,2%          | | Jim Matheson (D)               |                          |
| Utah                 | 3         | Chris Cannon (R)              | Donald Dunn - 37,3%                       | Chris Cannon - 58,5%                   | Michael J. Lehman (I) - 2,3% Kitty Burton (L) - 1,5% Randall Tolpinrud - 0,4%               | | Chris Cannon (R)               |                          |
| Vermont              | Unico     |                               | Bernie Sanders (I)                        | -                                      | Karen Ann Kerin - 18,3%                                                                     | Bernie Sanders (I) - 69,2% Peter Diamondstone - 5,3% Stewart Skril (I) - 4,2% Jack Rogers - 1,7% Daniel H. Krymkowski (L) - 1,0% |                                | Bernie Sanders (I)       |
| Virginia             | 1         |                               | Nessuno                                   | Lawrence Davies - 37,0%                | Jo Ann Davis - 57,6%                                                                        | Sharon A. Wood (I) - 3,7% Josh Billings (I) - 1,5%                                                                               |                                | Jo Ann Davis (R)         |
| Virginia             | 2         |                               | Owen B. Pickett (D)                       | Jody Wagner - 48,0%                    | Ed Schrock - 52,0%                                                                          | | Ed Schrock (R)                 |                          |
| Virginia             | 3         | Bobby Scott (D)               | Bobby Scott                               | -                                      |                                                                                             | | Bobby Scott (D)                |                          |
| Virginia             | 4         | Norman Sisisky (D)            | Norman Sisisky                            | -                                      |                                                                                             | Norman Sisisky (D) |                                |                          |
| Virginia             | 5         |                               | Virgil Goode (I)                          | John Boyd - 31,0%                      | -                                                                                           | Virgil Goode (I) - 68,0% |                                | Virgil Goode (I)         |
| Virginia             | 6         |                               | Bob Goodlatte (R)                         | -                                      | Bob Goodlatte                                                                               | |                                | Bob Goodlatte (R)        |
| Virginia             | 7         | Thomas J. Bliley Jr. (R)      | Warren Stewart - 33,0%                    | Eric Cantor - 67,0%                    |                                                                                             | Eric Cantor (R) |                                |                          |
| Virginia             | 8         |                               | Jim Moran (D)                             | Jim Moran - 64,0%                      | Demaris H. Miller - 35,0%                                                                   | |                                | Jim Moran (D)            |
| Virginia             | 9         | Rick Boucher (D)              | Rick Boucher - 70,0%                      | Michael Osborne - 30,0%                |                                                                                             | Rick Boucher (D) |                                |                          |
| Virginia             | 10        |                               | Frank Wolf (R)                            | -                                      | Frank Wolf - 85,0%                                                                          | |                                | Frank Wolf (R)           |
| Virginia             | 11        | Thomas M. Davis (R)           | Mike Corrigan - 35,0%                     | Thomas M. Davis - 63,0%                |                                                                                             | Thomas M. Davis (R) |                                |                          |
| Virginia Occidentale | 1         |                               | Alan Mollohan (D)                         | Alan Mollohan - 87,8%                  | -                                                                                           | Richard Kerr (L) - 12,2% |                                | Alan Mollohan (D)        |
| Virginia Occidentale | 2         | Bob Wise (D)                  | Jim Humphreys - 45,9%                     | Shelley Moore Capito - 48,5%           | John Brown (L) - 5,6%                                                                       | | Shelley Moore Capito (R)       |                          |
| Virginia Occidentale | 3         | Nick Rahall (D)               | Nick Rahall - 91,3%                       | -                                      | Jeff Robinson (L) - 8,7%                                                                    | | Nick Rahall (D)                |                          |
| Washington           | 1         | Jay Inslee (D)                | Jay Inslee - 54,6%                        | Dan McDonald - 42,6%                   | Bruce Newman (L) - 2,8%                                                                     | Jay Inslee (D) |                                |                          |
| Washington           | 2         |                               | Jack Metcalf (R)                          | Rick Larsen - 50,0%                    | John Koster - 45,9%                                                                         | Stuart Andrews (L) - 2,6% Glen S. Johnson - 1,5%                                                                                 | Rick Larsen (D)                |                          |
| Washington           | 3         |                               | Brian Baird (D)                           | Brian Baird - 56,4%                    | Trent Matson - 40,6%                                                                        | Erne Lewis (L) - 3,0% | Brian Baird (D)                |                          |
| Washington           | 4         |                               | Doc Hastings (R)                          | Jim Davis - 37,3%                      | Doc Hastings - 60,9%                                                                        | Fred D. Krauss (L) - 1,8% |                                | Doc Hastings (R)         |
| Washington           | 5         | George Nethercutt (R)         | Tom Keefe - 38,9%                         | George Nethercutt - 57,3%              | Greg Holmes (L) - 3,8%                                                                      | George Nethercutt (R) |                                |                          |
| Washington           | 6         |                               | Norm Dicks (D)                            | Norm Dicks - 64,7%                     | Bob Lawrence - 31,1%                                                                        | John Bennett (L) - 4,2% |                                | Norm Dicks (D)           |
| Washington           | 7         | Jim McDermott (D)             | Jim McDermott - 72,8%                     | -                                      | Joe Szwaja (V) - 19,6% Joel Grus (L) - 7,6%                                                 | Jim McDermott (D) |                                |                          |
| Washington           | 8         |                               | Jennifer Dunn (R)                         | Heidi Behrens-Benedict - 35,7%         | Jennifer Dunn - 62,2%                                                                       | Bernard McIlroy (L) - 2,1% |                                | Jennifer Dunn (R)        |
| Washington           | 9         |                               | Adam Smith (D)                            | Adam Smith - 61,7%                     | Chris Vance - 34,9%                                                                         | Bernard McIlroy (L) - 3,4% |                                | Adam Smith (D)           |
| Wisconsin            | 1         |                               | Paul Ryan (R)                             | Jeffrey Thomas - 34,0%                 | Paul Ryan - 66,0%                                                                           | |                                | Paul Ryan (R)            |
| Wisconsin            | 2         |                               | Tammy Baldwin (D)                         | Tammy Baldwin - 51,0%                  | John Sharpless - 49,0%                                                                      | |                                | Tammy Baldwin (D)        |
| Wisconsin            | 3         | Ron Kind (D)                  | Ron Kind - 64,0%                          | Susan Tully - 36,0%                    |                                                                                             | Ron Kind (D) |                                |                          |
| Wisconsin            | 4         | Jerry Kleczka (D)             | Jerry Kleczka - 60,8%                     | Tim Riener - 37,8%                     | Nikola Rajnovic (L) - 1,4%                                                                  | Jerry Kleczka (D) |                                |                          |
| Wisconsin            | 5         | Tom Barrett (D)               | Tom Barrett - 78,0%                       | Jonathan Smith - 22,0%                 |                                                                                             | Tom Barrett (D) |                                |                          |
| Wisconsin            | 6         |                               | Tom Petri (R)                             | Dan Flaherty - 35,0%                   | Tom Petri - 65,0%                                                                           | |                                | Tom Petri (R)            |
| Wisconsin            | 7         |                               | Dave Obey (D)                             | Dave Obey - 63,0%                      | Joe Rothbauer - 37,0%                                                                       | |                                | Dave Obey (D)            |
| Wisconsin            | 8         |                               | Mark Andrew Green (R)                     | Dean Reich - 25,0%                     | Mark Andrew Green - 75,0%                                                                   | |                                | Mark Andrew Green (R)    |
| Wisconsin            | 9         | Jim Sensenbrenner (R)         | Mike Clawson - 26,0%                      | Jim Sensenbrenner - 74,0%              |                                                                                             | Jim Sensenbrenner (R) |                                |                          |
| Wyoming              | Unico     | Barbara Cubin (R)             | Michael Allen Green - 28,6%               | Barbara Cubin - 66,8%                  | Lewis Stock (L) - 3,0% Victor Raymond - 1,6%                                                | Barbara Cubin (R) |                                |                          |